# Lista de asteroides (249001-250000)
Esta é uma lista parcial de asteroides, do asteroide número 249001 até o 250000, inclusive. Veja também o índice com todas as listas disponíveis.

| Objeto Próximos à Terra | Cinturão de asteroides (interno) | Cinturão de asteroides (externo) | Centauro       |
| Cruzador de Marte       | Cinturão de asteroides (meio)    | Troianos de Júpiter              | Transnetuniano |

Veja mais dados de cada asteroide na ligação externa para o Minor Planet Center na última coluna.
Índice: 249001... 249101... 249201... 249301... 249401... 249501... 249601... 249701... 249801... 249901... 

## 249001–249100
| Designação           | Designação | Descoberta  | Descoberta           | Descobridor(es)     | Categoria | Mais informações / Referência |
| Permanente           | Provisória | Data        | Local                | Descobridor(es)     | Categoria | Mais informações / Referência |
| -------------------- | ---------- | ----------- | -------------------- | ------------------- | --------- | ----------------------------- |
| 249001               | 2007 JM45  | 11 mai 2007 | Kitt Peak            | Spacewatch          | Brangane  | MPC                           |
| 249002               | 2007 MZ19  | 21 jun 2007 | Kitt Peak            | Spacewatch          | —         | MPC                           |
| 249003               | 2007 NA    | 4 jul 2007  | Mount Lemmon         | Mount Lemmon Survey | —         | MPC                           |
| 249004               | 2007 PM5   | 6 ago 2007  | Socorro              | LINEAR              | —         | MPC                           |
| 249005               | 2007 PB9   | 9 ago 2007  | Dauban               | Chante-Perdrix Obs. | Vesta     | MPC                           |
| 249006               | 2007 PR16  | 8 ago 2007  | Socorro              | LINEAR              | —         | MPC                           |
| 249007               | 2007 PY37  | 13 ago 2007 | Socorro              | LINEAR              | Pallas    | MPC                           |
| 249008               | 2007 QJ    | 16 ago 2007 | Bisei SG Center      | BATTeRS             | —         | MPC                           |
| 249009               | 2007 QB2   | 21 ago 2007 | La Sagra             | Mallorca Obs.       | —         | MPC                           |
| 249010 Abdel-Samad   | 2007 QE5   | 26 ago 2007 | Wildberg             | R. Apitzsch         | —         | MPC                           |
| 249011               | 2007 RO6   | 3 set 2007  | Catalina             | CSS                 | —         | MPC                           |
| 249012               | 2007 RL31  | 5 set 2007  | Catalina             | CSS                 | —         | MPC                           |
| 249013               | 2007 RK42  | 9 set 2007  | Kitt Peak            | Spacewatch          | —         | MPC                           |
| 249014               | 2007 RZ45  | 9 set 2007  | Kitt Peak            | Spacewatch          | —         | MPC                           |
| 249015               | 2007 RN113 | 11 set 2007 | Kitt Peak            | Spacewatch          | —         | MPC                           |
| 249016               | 2007 RK116 | 11 set 2007 | Kitt Peak            | Spacewatch          | —         | MPC                           |
| 249017               | 2007 RE119 | 11 set 2007 | Purple Mountain      | PMO NEO             | —         | MPC                           |
| 249018               | 2007 RF139 | 15 set 2007 | Pla D'Arguines       | R. Ferrando         | —         | MPC                           |
| 249019               | 2007 RK149 | 12 set 2007 | Catalina             | CSS                 | —         | MPC                           |
| 249020               | 2007 RC171 | 10 set 2007 | Kitt Peak            | Spacewatch          | —         | MPC                           |
| 249021               | 2007 RC179 | 10 set 2007 | Mount Lemmon         | Mount Lemmon Survey | —         | MPC                           |
| 249022               | 2007 RZ179 | 10 set 2007 | Mount Lemmon         | Mount Lemmon Survey | —         | MPC                           |
| 249023               | 2007 RS207 | 10 set 2007 | Kitt Peak            | Spacewatch          | —         | MPC                           |
| 249024               | 2007 RP216 | 13 set 2007 | Catalina             | CSS                 | —         | MPC                           |
| 249025               | 2007 RZ233 | 12 set 2007 | Catalina             | CSS                 | —         | MPC                           |
| 249026               | 2007 RW262 | 15 set 2007 | Kitt Peak            | Spacewatch          | —         | MPC                           |
| 249027               | 2007 RN280 | 13 set 2007 | Catalina             | CSS                 | —         | MPC                           |
| 249028               | 2007 RS297 | 3 set 2007  | Catalina             | CSS                 | —         | MPC                           |
| 249029               | 2007 SZ6   | 18 set 2007 | Catalina             | CSS                 | —         | MPC                           |
| 249030               | 2007 SJ14  | 20 set 2007 | Catalina             | CSS                 | —         | MPC                           |
| 249031               | 2007 SK23  | 26 set 2007 | Mount Lemmon         | Mount Lemmon Survey | —         | MPC                           |
| 249032               | 2007 TA    | 1 out 2007  | Eskridge             | G. Hug              | Vesta     | MPC                           |
| 249033               | 2007 TM2   | 5 out 2007  | Kitt Peak            | Spacewatch          | Ursula    | MPC                           |
| 249034               | 2007 TR16  | 4 out 2007  | Catalina             | CSS                 | —         | MPC                           |
| 249035               | 2007 TQ17  | 7 out 2007  | Dauban               | Chante-Perdrix Obs. | —         | MPC                           |
| 249036               | 2007 TV20  | 9 out 2007  | Altschwendt          | W. Ries             | —         | MPC                           |
| 249037               | 2007 TL22  | 8 out 2007  | Kitt Peak            | Spacewatch          | —         | MPC                           |
| 249038               | 2007 TL46  | 8 out 2007  | Catalina             | CSS                 | —         | MPC                           |
| 249039               | 2007 TW61  | 7 out 2007  | Mount Lemmon         | Mount Lemmon Survey | —         | MPC                           |
| 249040               | 2007 TM62  | 7 out 2007  | Mount Lemmon         | Mount Lemmon Survey | —         | MPC                           |
| 249041               | 2007 TW70  | 13 out 2007 | Goodricke-Pigott     | R. A. Tucker        | —         | MPC                           |
| 249042               | 2007 TO71  | 15 out 2007 | Bisei SG Center      | BATTeRS             | —         | MPC                           |
| 249043               | 2007 TA72  | 14 out 2007 | Bergisch Gladbach    | W. Bickel           | —         | MPC                           |
| 249044 Barrymarshall | 2007 TO72  | 15 out 2007 | Vallemare di Borbona | V. S. Casulli       | —         | MPC                           |
| 249045               | 2007 TR78  | 5 out 2007  | Kitt Peak            | Spacewatch          | —         | MPC                           |
| 249046               | 2007 TV82  | 8 out 2007  | Catalina             | CSS                 | —         | MPC                           |
| 249047               | 2007 TC91  | 8 out 2007  | Mount Lemmon         | Mount Lemmon Survey | —         | MPC                           |
| 249048               | 2007 TF114 | 8 out 2007  | Catalina             | CSS                 | —         | MPC                           |
| 249049               | 2007 TN122 | 6 out 2007  | Kitt Peak            | Spacewatch          | —         | MPC                           |
| 249050               | 2007 TS127 | 6 out 2007  | Kitt Peak            | Spacewatch          | —         | MPC                           |
| 249051               | 2007 TM129 | 6 out 2007  | Kitt Peak            | Spacewatch          | —         | MPC                           |
| 249052               | 2007 TN129 | 6 out 2007  | Kitt Peak            | Spacewatch          | —         | MPC                           |
| 249053               | 2007 TC140 | 9 out 2007  | Catalina             | CSS                 | —         | MPC                           |
| 249054               | 2007 TB142 | 9 out 2007  | Mount Lemmon         | Mount Lemmon Survey | —         | MPC                           |
| 249055               | 2007 TW146 | 6 out 2007  | Socorro              | LINEAR              | —         | MPC                           |
| 249056               | 2007 TK214 | 7 out 2007  | Kitt Peak            | Spacewatch          | —         | MPC                           |
| 249057               | 2007 TP220 | 8 out 2007  | Catalina             | CSS                 | —         | MPC                           |
| 249058               | 2007 TX244 | 8 out 2007  | Catalina             | CSS                 | —         | MPC                           |
| 249059               | 2007 TP249 | 11 out 2007 | Mount Lemmon         | Mount Lemmon Survey | —         | MPC                           |
| 249060               | 2007 TT289 | 12 out 2007 | Catalina             | CSS                 | Juno      | MPC                           |
| 249061 Anthonyberger | 2007 TG298 | 11 out 2007 | Anderson Mesa        | L. H. Wasserman     | —         | MPC                           |
| 249062               | 2007 TR360 | 14 out 2007 | Mount Lemmon         | Mount Lemmon Survey | —         | MPC                           |
| 249063               | 2007 TS364 | 15 out 2007 | Catalina             | CSS                 | —         | MPC                           |
| 249064               | 2007 TP384 | 14 out 2007 | Mount Lemmon         | Mount Lemmon Survey | —         | MPC                           |
| 249065               | 2007 TR393 | 15 out 2007 | Kitt Peak            | Spacewatch          | —         | MPC                           |
| 249066               | 2007 TF405 | 15 out 2007 | Kitt Peak            | Spacewatch          | —         | MPC                           |
| 249067               | 2007 TW425 | 8 out 2007  | Mount Lemmon         | Mount Lemmon Survey | —         | MPC                           |
| 249068               | 2007 TY452 | 14 out 2007 | Mount Lemmon         | Mount Lemmon Survey | —         | MPC                           |
| 249069               | 2007 UP7   | 16 out 2007 | Catalina             | CSS                 | —         | MPC                           |
| 249070               | 2007 UU34  | 18 out 2007 | Kitt Peak            | Spacewatch          | —         | MPC                           |
| 249071               | 2007 UK61  | 30 out 2007 | Mount Lemmon         | Mount Lemmon Survey | —         | MPC                           |
| 249072               | 2007 UE84  | 30 out 2007 | Kitt Peak            | Spacewatch          | —         | MPC                           |
| 249073               | 2007 UV85  | 30 out 2007 | Kitt Peak            | Spacewatch          | —         | MPC                           |
| 249074               | 2007 UE88  | 30 out 2007 | Kitt Peak            | Spacewatch          | —         | MPC                           |
| 249075               | 2007 UE96  | 30 out 2007 | Kitt Peak            | Spacewatch          | —         | MPC                           |
| 249076               | 2007 UE115 | 31 out 2007 | Kitt Peak            | Spacewatch          | —         | MPC                           |
| 249077               | 2007 US125 | 30 out 2007 | Kitt Peak            | Spacewatch          | —         | MPC                           |
| 249078               | 2007 UR128 | 20 out 2007 | Mount Lemmon         | Mount Lemmon Survey | —         | MPC                           |
| 249079               | 2007 VU2   | 3 nov 2007  | La Cañada            | J. Lacruz           | —         | MPC                           |
| 249080               | 2007 VR5   | 4 nov 2007  | La Sagra             | Mallorca Obs.       | —         | MPC                           |
| 249081               | 2007 VT19  | 1 nov 2007  | Kitt Peak            | Spacewatch          | —         | MPC                           |
| 249082               | 2007 VF20  | 1 nov 2007  | Kitt Peak            | Spacewatch          | —         | MPC                           |
| 249083               | 2007 VT20  | 2 nov 2007  | Mount Lemmon         | Mount Lemmon Survey | —         | MPC                           |
| 249084               | 2007 VB27  | 2 nov 2007  | Mount Lemmon         | Mount Lemmon Survey | —         | MPC                           |
| 249085               | 2007 VH32  | 2 nov 2007  | Kitt Peak            | Spacewatch          | —         | MPC                           |
| 249086               | 2007 VR38  | 2 nov 2007  | Catalina             | CSS                 | —         | MPC                           |
| 249087               | 2007 VC52  | 1 nov 2007  | Kitt Peak            | Spacewatch          | —         | MPC                           |
| 249088               | 2007 VC55  | 1 nov 2007  | Kitt Peak            | Spacewatch          | —         | MPC                           |
| 249089               | 2007 VL55  | 1 nov 2007  | Kitt Peak            | Spacewatch          | —         | MPC                           |
| 249090               | 2007 VM62  | 1 nov 2007  | Kitt Peak            | Spacewatch          | —         | MPC                           |
| 249091               | 2007 VV93  | 5 nov 2007  | Socorro              | LINEAR              | —         | MPC                           |
| 249092               | 2007 VJ119 | 4 nov 2007  | Purple Mountain      | PMO NEO             | —         | MPC                           |
| 249093               | 2007 VT158 | 5 nov 2007  | Kitt Peak            | Spacewatch          | —         | MPC                           |
| 249094               | 2007 VX161 | 5 nov 2007  | Kitt Peak            | Spacewatch          | —         | MPC                           |
| 249095               | 2007 VH166 | 5 nov 2007  | Kitt Peak            | Spacewatch          | —         | MPC                           |
| 249096               | 2007 VG176 | 4 nov 2007  | Mount Lemmon         | Mount Lemmon Survey | —         | MPC                           |
| 249097               | 2007 VS176 | 5 nov 2007  | Mount Lemmon         | Mount Lemmon Survey | —         | MPC                           |
| 249098               | 2007 VB181 | 7 nov 2007  | Catalina             | CSS                 | —         | MPC                           |
| 249099               | 2007 VU190 | 11 nov 2007 | Lulin Observatory    | LUSS                | —         | MPC                           |
| 249100               | 2007 VZ239 | 7 nov 2007  | Catalina             | CSS                 | —         | MPC                           |

## 249101–249200
| Designação      | Designação | Descoberta  | Descoberta    | Descobridor(es)     | Categoria | Mais informações / Referência |
| Permanente      | Provisória | Data        | Local         | Descobridor(es)     | Categoria | Mais informações / Referência |
| --------------- | ---------- | ----------- | ------------- | ------------------- | --------- | ----------------------------- |
| 249101          | 2007 VF241 | 11 nov 2007 | Mount Lemmon  | Mount Lemmon Survey | —         | MPC                           |
| 249102          | 2007 VS241 | 12 nov 2007 | Catalina      | CSS                 | —         | MPC                           |
| 249103          | 2007 VO244 | 15 nov 2007 | Socorro       | LINEAR              | —         | MPC                           |
| 249104          | 2007 VO279 | 14 nov 2007 | Kitt Peak     | Spacewatch          | —         | MPC                           |
| 249105          | 2007 VV292 | 15 nov 2007 | Catalina      | CSS                 | —         | MPC                           |
| 249106          | 2007 VE293 | 15 nov 2007 | Catalina      | CSS                 | —         | MPC                           |
| 249107          | 2007 VA296 | 14 nov 2007 | Kitt Peak     | Spacewatch          | Mitidika  | MPC                           |
| 249108          | 2007 VQ300 | 14 nov 2007 | Anderson Mesa | LONEOS              | —         | MPC                           |
| 249109          | 2007 VH306 | 11 nov 2007 | Mount Lemmon  | Mount Lemmon Survey | —         | MPC                           |
| 249110          | 2007 VS310 | 14 nov 2007 | Kitt Peak     | Spacewatch          | —         | MPC                           |
| 249111          | 2007 VE311 | 2 nov 2007  | Kitt Peak     | Spacewatch          | —         | MPC                           |
| 249112          | 2007 VH311 | 4 nov 2007  | Kitt Peak     | Spacewatch          | Brangane  | MPC                           |
| 249113          | 2007 VC327 | 6 nov 2007  | Kitt Peak     | Spacewatch          | —         | MPC                           |
| 249114          | 2007 VU327 | 8 nov 2007  | Socorro       | LINEAR              | Brangane  | MPC                           |
| 249115          | 2007 VD329 | 12 nov 2007 | Socorro       | LINEAR              | —         | MPC                           |
| 249116          | 2007 WF3   | 16 nov 2007 | Mount Lemmon  | Mount Lemmon Survey | —         | MPC                           |
| 249117          | 2007 WW8   | 18 nov 2007 | Socorro       | LINEAR              | —         | MPC                           |
| 249118          | 2007 WW9   | 17 nov 2007 | Junk Bond     | D. Healy            | —         | MPC                           |
| 249119          | 2007 WV18  | 18 nov 2007 | Mount Lemmon  | Mount Lemmon Survey | —         | MPC                           |
| 249120          | 2007 WO31  | 19 nov 2007 | Kitt Peak     | Spacewatch          | —         | MPC                           |
| 249121          | 2007 XW19  | 12 dez 2007 | Socorro       | LINEAR              | —         | MPC                           |
| 249122          | 2007 XU21  | 10 dez 2007 | Socorro       | LINEAR              | —         | MPC                           |
| 249123          | 2007 XM30  | 15 dez 2007 | Kitt Peak     | Spacewatch          | —         | MPC                           |
| 249124          | 2007 XO32  | 15 dez 2007 | Catalina      | CSS                 | —         | MPC                           |
| 249125          | 2007 XK53  | 14 dez 2007 | Mount Lemmon  | Mount Lemmon Survey | —         | MPC                           |
| 249126          | 2007 YD14  | 17 dez 2007 | Mount Lemmon  | Mount Lemmon Survey | —         | MPC                           |
| 249127          | 2007 YR19  | 16 dez 2007 | Kitt Peak     | Spacewatch          | —         | MPC                           |
| 249128          | 2007 YS23  | 17 dez 2007 | Mount Lemmon  | Mount Lemmon Survey | Brangane  | MPC                           |
| 249129          | 2007 YR47  | 30 dez 2007 | Dauban        | Chante-Perdrix Obs. | —         | MPC                           |
| 249130          | 2007 YV52  | 30 dez 2007 | Catalina      | CSS                 | —         | MPC                           |
| 249131          | 2007 YG56  | 30 dez 2007 | Junk Bond     | D. Healy            | —         | MPC                           |
| 249132          | 2007 YG60  | 30 dez 2007 | Catalina      | CSS                 | —         | MPC                           |
| 249133          | 2007 YJ63  | 31 dez 2007 | Kitt Peak     | Spacewatch          | —         | MPC                           |
| 249134          | 2007 YN64  | 18 dez 2007 | Mount Lemmon  | Mount Lemmon Survey | —         | MPC                           |
| 249135          | 2007 YR64  | 18 dez 2007 | Mount Lemmon  | Mount Lemmon Survey | —         | MPC                           |
| 249136          | 2007 YR68  | 20 dez 2007 | Mount Lemmon  | Mount Lemmon Survey | —         | MPC                           |
| 249137          | 2008 AC4   | 8 jan 2008  | Dauban        | F. Kugel            | —         | MPC                           |
| 249138          | 2008 AK4   | 9 jan 2008  | Lulin         | LUSS                | —         | MPC                           |
| 249139          | 2008 AV4   | 7 jan 2008  | Lulin         | LUSS                | —         | MPC                           |
| 249140          | 2008 AY15  | 10 jan 2008 | Mount Lemmon  | Mount Lemmon Survey | —         | MPC                           |
| 249141          | 2008 AE33  | 11 jan 2008 | Kitt Peak     | Spacewatch          | —         | MPC                           |
| 249142          | 2008 AH35  | 10 jan 2008 | Kitt Peak     | Spacewatch          | —         | MPC                           |
| 249143          | 2008 AY39  | 10 jan 2008 | Mount Lemmon  | Mount Lemmon Survey | —         | MPC                           |
| 249144          | 2008 AX43  | 10 jan 2008 | Kitt Peak     | Spacewatch          | —         | MPC                           |
| 249145          | 2008 AV53  | 11 jan 2008 | Kitt Peak     | Spacewatch          | —         | MPC                           |
| 249146          | 2008 AT56  | 11 jan 2008 | Kitt Peak     | Spacewatch          | —         | MPC                           |
| 249147          | 2008 AW58  | 11 jan 2008 | Kitt Peak     | Spacewatch          | —         | MPC                           |
| 249148          | 2008 AY63  | 11 jan 2008 | Kitt Peak     | Spacewatch          | —         | MPC                           |
| 249149          | 2008 AD69  | 11 jan 2008 | Kitt Peak     | Spacewatch          | —         | MPC                           |
| 249150          | 2008 AA72  | 13 jan 2008 | Mount Lemmon  | Mount Lemmon Survey | —         | MPC                           |
| 249151          | 2008 AW77  | 12 jan 2008 | Kitt Peak     | Spacewatch          | —         | MPC                           |
| 249152          | 2008 AX80  | 12 jan 2008 | Kitt Peak     | Spacewatch          | —         | MPC                           |
| 249153          | 2008 AO95  | 14 jan 2008 | Kitt Peak     | Spacewatch          | —         | MPC                           |
| 249154          | 2008 AD110 | 15 jan 2008 | Kitt Peak     | Spacewatch          | —         | MPC                           |
| 249155          | 2008 AH115 | 10 jan 2008 | Mount Lemmon  | Mount Lemmon Survey | —         | MPC                           |
| 249156          | 2008 AK136 | 12 jan 2008 | Socorro       | LINEAR              | Brangane  | MPC                           |
| 249157          | 2008 BU9   | 16 jan 2008 | Kitt Peak     | Spacewatch          | —         | MPC                           |
| 249158          | 2008 BK10  | 16 jan 2008 | Kitt Peak     | Spacewatch          | —         | MPC                           |
| 249159          | 2008 BF13  | 19 jan 2008 | Mount Lemmon  | Mount Lemmon Survey | Brangane  | MPC                           |
| 249160 Urriellu | 2008 BO14  | 25 jan 2008 | La Cañada     | J. Lacruz           | —         | MPC                           |
| 249161          | 2008 BF21  | 30 jan 2008 | Mount Lemmon  | Mount Lemmon Survey | —         | MPC                           |
| 249162          | 2008 BA23  | 31 jan 2008 | Mount Lemmon  | Mount Lemmon Survey | —         | MPC                           |
| 249163          | 2008 BY26  | 30 jan 2008 | Mount Lemmon  | Mount Lemmon Survey | Ursula    | MPC                           |
| 249164          | 2008 BR29  | 30 jan 2008 | Catalina      | CSS                 | —         | MPC                           |
| 249165          | 2008 BT32  | 30 jan 2008 | Kitt Peak     | Spacewatch          | —         | MPC                           |
| 249166          | 2008 BD33  | 30 jan 2008 | Kitt Peak     | Spacewatch          | —         | MPC                           |
| 249167          | 2008 BA35  | 30 jan 2008 | Mount Lemmon  | Mount Lemmon Survey | —         | MPC                           |
| 249168          | 2008 BJ36  | 30 jan 2008 | Kitt Peak     | Spacewatch          | —         | MPC                           |
| 249169          | 2008 CZ5   | 7 fev 2008  | Mayhill       | A. Lowe             | —         | MPC                           |
| 249170          | 2008 CC12  | 3 fev 2008  | Kitt Peak     | Spacewatch          | —         | MPC                           |
| 249171          | 2008 CZ24  | 1 fev 2008  | Kitt Peak     | Spacewatch          | —         | MPC                           |
| 249172          | 2008 CE40  | 2 fev 2008  | Mount Lemmon  | Mount Lemmon Survey | —         | MPC                           |
| 249173          | 2008 CG42  | 2 fev 2008  | Catalina      | CSS                 | —         | MPC                           |
| 249174          | 2008 CD45  | 2 fev 2008  | Kitt Peak     | Spacewatch          | —         | MPC                           |
| 249175          | 2008 CR50  | 6 fev 2008  | Catalina      | CSS                 | —         | MPC                           |
| 249176          | 2008 CB53  | 7 fev 2008  | Kitt Peak     | Spacewatch          | —         | MPC                           |
| 249177          | 2008 CT63  | 8 fev 2008  | Mount Lemmon  | Mount Lemmon Survey | —         | MPC                           |
| 249178          | 2008 CK101 | 9 fev 2008  | Kitt Peak     | Spacewatch          | —         | MPC                           |
| 249179          | 2008 CL107 | 9 fev 2008  | Mount Lemmon  | Mount Lemmon Survey | —         | MPC                           |
| 249180          | 2008 CE117 | 12 fev 2008 | Kitt Peak     | Spacewatch          | —         | MPC                           |
| 249181          | 2008 CS117 | 11 fev 2008 | Dauban        | F. Kugel            | Brangane  | MPC                           |
| 249182          | 2008 CW119 | 14 fev 2008 | Grove Creek   | F. Tozzi            | —         | MPC                           |
| 249183          | 2008 CX119 | 14 fev 2008 | Grove Creek   | F. Tozzi            | —         | MPC                           |
| 249184          | 2008 CH126 | 8 fev 2008  | Kitt Peak     | Spacewatch          | —         | MPC                           |
| 249185          | 2008 CG133 | 8 fev 2008  | Kitt Peak     | Spacewatch          | —         | MPC                           |
| 249186          | 2008 CW133 | 8 fev 2008  | Mount Lemmon  | Mount Lemmon Survey | —         | MPC                           |
| 249187          | 2008 CB141 | 8 fev 2008  | Kitt Peak     | Spacewatch          | Phocaea   | MPC                           |
| 249188          | 2008 CZ148 | 9 fev 2008  | Mount Lemmon  | Mount Lemmon Survey | —         | MPC                           |
| 249189          | 2008 CC158 | 9 fev 2008  | Catalina      | CSS                 | —         | MPC                           |
| 249190          | 2008 CZ165 | 10 fev 2008 | Mount Lemmon  | Mount Lemmon Survey | —         | MPC                           |
| 249191          | 2008 CW178 | 6 fev 2008  | Catalina      | CSS                 | —         | MPC                           |
| 249192          | 2008 CL185 | 6 fev 2008  | Mayhill       | A. Lowe             | Phocaea   | MPC                           |
| 249193          | 2008 CK190 | 3 fev 2008  | Catalina      | CSS                 | —         | MPC                           |
| 249194          | 2008 CP200 | 10 fev 2008 | Kitt Peak     | Spacewatch          | —         | MPC                           |
| 249195          | 2008 CY203 | 13 fev 2008 | Kitt Peak     | Spacewatch          | —         | MPC                           |
| 249196          | 2008 CM206 | 9 fev 2008  | Kitt Peak     | Spacewatch          | —         | MPC                           |
| 249197          | 2008 CC209 | 1 fev 2008  | Socorro       | LINEAR              | Brangane  | MPC                           |
| 249198          | 2008 DB5   | 24 fev 2008 | Dauban        | F. Kugel            | —         | MPC                           |
| 249199          | 2008 DF9   | 25 fev 2008 | Kitt Peak     | Spacewatch          | —         | MPC                           |
| 249200          | 2008 DN9   | 25 fev 2008 | Kitt Peak     | Spacewatch          | —         | MPC                           |

## 249201–249300
| Designação | Designação | Descoberta  | Descoberta       | Descobridor(es)     | Categoria | Mais informações / Referência |
| Permanente | Provisória | Data        | Local            | Descobridor(es)     | Categoria | Mais informações / Referência |
| ---------- | ---------- | ----------- | ---------------- | ------------------- | --------- | ----------------------------- |
| 249201     | 2008 DL13  | 26 fev 2008 | Mount Lemmon     | Mount Lemmon Survey | —         | MPC                           |
| 249202     | 2008 DO31  | 27 fev 2008 | Anderson Mesa    | LONEOS              | —         | MPC                           |
| 249203     | 2008 DV36  | 27 fev 2008 | Mount Lemmon     | Mount Lemmon Survey | —         | MPC                           |
| 249204     | 2008 DN39  | 27 fev 2008 | Mount Lemmon     | Mount Lemmon Survey | —         | MPC                           |
| 249205     | 2008 DT39  | 27 fev 2008 | Mount Lemmon     | Mount Lemmon Survey | —         | MPC                           |
| 249206     | 2008 DX45  | 28 fev 2008 | Catalina         | CSS                 | —         | MPC                           |
| 249207     | 2008 DW48  | 29 fev 2008 | Catalina         | CSS                 | —         | MPC                           |
| 249208     | 2008 DP59  | 27 fev 2008 | Mount Lemmon     | Mount Lemmon Survey | —         | MPC                           |
| 249209     | 2008 DY59  | 27 fev 2008 | Catalina         | CSS                 | —         | MPC                           |
| 249210     | 2008 DN67  | 29 fev 2008 | Kitt Peak        | Spacewatch          | —         | MPC                           |
| 249211     | 2008 DJ73  | 27 fev 2008 | Kitt Peak        | Spacewatch          | —         | MPC                           |
| 249212     | 2008 DL84  | 18 fev 2008 | Mount Lemmon     | Mount Lemmon Survey | —         | MPC                           |
| 249213     | 2008 DS87  | 29 fev 2008 | Kitt Peak        | Spacewatch          | —         | MPC                           |
| 249214     | 2008 EC    | 1 mar 2008  | Desert Moon      | B. L. Stevens       | —         | MPC                           |
| 249215     | 2008 EO19  | 2 mar 2008  | Kitt Peak        | Spacewatch          | —         | MPC                           |
| 249216     | 2008 EU73  | 7 mar 2008  | Catalina         | CSS                 | Brangane  | MPC                           |
| 249217     | 2008 EB80  | 9 mar 2008  | Kitt Peak        | Spacewatch          | —         | MPC                           |
| 249218     | 2008 EO86  | 7 mar 2008  | Mount Lemmon     | Mount Lemmon Survey | Pallas    | MPC                           |
| 249219     | 2008 EB91  | 1 mar 2008  | Catalina         | CSS                 | —         | MPC                           |
| 249220     | 2008 EV98  | 3 mar 2008  | Catalina         | CSS                 | —         | MPC                           |
| 249221     | 2008 EZ99  | 6 mar 2008  | Catalina         | CSS                 | —         | MPC                           |
| 249222     | 2008 ES103 | 5 mar 2008  | Mount Lemmon     | Mount Lemmon Survey | —         | MPC                           |
| 249223     | 2008 EF105 | 6 mar 2008  | Mount Lemmon     | Mount Lemmon Survey | —         | MPC                           |
| 249224     | 2008 EB136 | 11 mar 2008 | Kitt Peak        | Spacewatch          | —         | MPC                           |
| 249225     | 2008 FJ69  | 28 mar 2008 | Mount Lemmon     | Mount Lemmon Survey | —         | MPC                           |
| 249226     | 2008 FF100 | 30 mar 2008 | Kitt Peak        | Spacewatch          | —         | MPC                           |
| 249227     | 2008 FZ120 | 31 mar 2008 | Mount Lemmon     | Mount Lemmon Survey | Ursula    | MPC                           |
| 249228     | 2008 GH4   | 7 abr 2008  | Grove Creek      | F. Tozzi            | —         | MPC                           |
| 249229     | 2008 GC12  | 3 abr 2008  | Kitt Peak        | Spacewatch          | —         | MPC                           |
| 249230     | 2008 GZ21  | 6 abr 2008  | Catalina         | CSS                 | —         | MPC                           |
| 249231     | 2008 GH77  | 7 abr 2008  | Kitt Peak        | Spacewatch          | —         | MPC                           |
| 249232     | 2008 GM93  | 6 abr 2008  | Mount Lemmon     | Mount Lemmon Survey | —         | MPC                           |
| 249233     | 2008 GV95  | 8 abr 2008  | Kitt Peak        | Spacewatch          | —         | MPC                           |
| 249234     | 2008 GN100 | 9 abr 2008  | Kitt Peak        | Spacewatch          | —         | MPC                           |
| 249235     | 2008 GT114 | 11 abr 2008 | Kitt Peak        | Spacewatch          | —         | MPC                           |
| 249236     | 2008 GE122 | 13 abr 2008 | Kitt Peak        | Spacewatch          | —         | MPC                           |
| 249237     | 2008 HJ10  | 24 abr 2008 | Mount Lemmon     | Mount Lemmon Survey | —         | MPC                           |
| 249238     | 2008 HO22  | 26 abr 2008 | Kitt Peak        | Spacewatch          | —         | MPC                           |
| 249239     | 2008 HS35  | 29 abr 2008 | Mount Lemmon     | Mount Lemmon Survey | —         | MPC                           |
| 249240     | 2008 JK26  | 13 mai 2008 | Tiki             | N. Teamo            | —         | MPC                           |
| 249241     | 2008 OU22  | 29 jul 2008 | Kitt Peak        | Spacewatch          | Vesta     | MPC                           |
| 249242     | 2008 PX19  | 7 ago 2008  | Kitt Peak        | Spacewatch          | —         | MPC                           |
| 249243     | 2008 QD5   | 22 ago 2008 | Kitt Peak        | Spacewatch          | —         | MPC                           |
| 249244     | 2008 QE13  | 27 ago 2008 | La Sagra         | Mallorca Obs.       | —         | MPC                           |
| 249245     | 2008 QO48  | 24 ago 2008 | Kitt Peak        | Spacewatch          | —         | MPC                           |
| 249246     | 2008 RS4   | 2 set 2008  | Kitt Peak        | Spacewatch          | Pallas    | MPC                           |
| 249247     | 2008 RV9   | 3 set 2008  | Kitt Peak        | Spacewatch          | Vesta     | MPC                           |
| 249248     | 2008 RC77  | 6 set 2008  | Mount Lemmon     | Mount Lemmon Survey | —         | MPC                           |
| 249249     | 2008 RA106 | 6 set 2008  | Mount Lemmon     | Mount Lemmon Survey | —         | MPC                           |
| 249250     | 2008 RZ112 | 5 set 2008  | Kitt Peak        | Spacewatch          | —         | MPC                           |
| 249251     | 2008 RO120 | 9 set 2008  | Mount Lemmon     | Mount Lemmon Survey | —         | MPC                           |
| 249252     | 2008 RD130 | 4 set 2008  | Kitt Peak        | Spacewatch          | —         | MPC                           |
| 249253     | 2008 RC131 | 9 set 2008  | Mount Lemmon     | Mount Lemmon Survey | —         | MPC                           |
| 249254     | 2008 SK2   | 22 set 2008 | Goodricke-Pigott | R. A. Tucker        | —         | MPC                           |
| 249255     | 2008 SC35  | 20 set 2008 | Kitt Peak        | Spacewatch          | —         | MPC                           |
| 249256     | 2008 SH38  | 20 set 2008 | Kitt Peak        | Spacewatch          | Vesta     | MPC                           |
| 249257     | 2008 SF53  | 20 set 2008 | Mount Lemmon     | Mount Lemmon Survey | —         | MPC                           |
| 249258     | 2008 SP53  | 20 set 2008 | Mount Lemmon     | Mount Lemmon Survey | Vesta     | MPC                           |
| 249259     | 2008 SA65  | 21 set 2008 | Mount Lemmon     | Mount Lemmon Survey | —         | MPC                           |
| 249260     | 2008 SQ68  | 21 set 2008 | Kitt Peak        | Spacewatch          | —         | MPC                           |
| 249261     | 2008 SS72  | 22 set 2008 | Catalina         | CSS                 | —         | MPC                           |
| 249262     | 2008 SR76  | 23 set 2008 | Mount Lemmon     | Mount Lemmon Survey | —         | MPC                           |
| 249263     | 2008 SV81  | 25 set 2008 | Sierra Stars     | F. Tozzi            | —         | MPC                           |
| 249264     | 2008 SB98  | 21 set 2008 | Kitt Peak        | Spacewatch          | —         | MPC                           |
| 249265     | 2008 SN103 | 21 set 2008 | Mount Lemmon     | Mount Lemmon Survey | —         | MPC                           |
| 249266     | 2008 SD127 | 22 set 2008 | Kitt Peak        | Spacewatch          | Juno      | MPC                           |
| 249267     | 2008 SC128 | 22 set 2008 | Kitt Peak        | Spacewatch          | —         | MPC                           |
| 249268     | 2008 ST129 | 22 set 2008 | Kitt Peak        | Spacewatch          | —         | MPC                           |
| 249269     | 2008 SH159 | 24 set 2008 | Socorro          | LINEAR              | —         | MPC                           |
| 249270     | 2008 SA167 | 28 set 2008 | Socorro          | LINEAR              | —         | MPC                           |
| 249271     | 2008 SX184 | 24 set 2008 | Kitt Peak        | Spacewatch          | —         | MPC                           |
| 249272     | 2008 SS187 | 25 set 2008 | Kitt Peak        | Spacewatch          | Ursula    | MPC                           |
| 249273     | 2008 SS197 | 25 set 2008 | Kitt Peak        | Spacewatch          | —         | MPC                           |
| 249274     | 2008 SH198 | 25 set 2008 | Kitt Peak        | Spacewatch          | —         | MPC                           |
| 249275     | 2008 SU203 | 26 set 2008 | Kitt Peak        | Spacewatch          | Pallas    | MPC                           |
| 249276     | 2008 SY205 | 26 set 2008 | Kitt Peak        | Spacewatch          | —         | MPC                           |
| 249277     | 2008 SS224 | 26 set 2008 | Kitt Peak        | Spacewatch          | —         | MPC                           |
| 249278     | 2008 SV254 | 23 set 2008 | Kitt Peak        | Spacewatch          | —         | MPC                           |
| 249279     | 2008 SO262 | 24 set 2008 | Kitt Peak        | Spacewatch          | —         | MPC                           |
| 249280     | 2008 SK267 | 23 set 2008 | Kitt Peak        | Spacewatch          | —         | MPC                           |
| 249281     | 2008 SV282 | 24 set 2008 | Kitt Peak        | Spacewatch          | —         | MPC                           |
| 249282     | 2008 SR283 | 23 set 2008 | Catalina         | CSS                 | Chimaera  | MPC                           |
| 249283     | 2008 SM299 | 22 set 2008 | Kitt Peak        | Spacewatch          | —         | MPC                           |
| 249284     | 2008 SF300 | 22 set 2008 | Kitt Peak        | Spacewatch          | Pallas    | MPC                           |
| 249285     | 2008 SP304 | 24 set 2008 | Kitt Peak        | Spacewatch          | —         | MPC                           |
| 249286     | 2008 TB5   | 1 out 2008  | La Sagra         | Mallorca Obs.       | —         | MPC                           |
| 249287     | 2008 TG27  | 8 out 2008  | Catalina         | CSS                 | —         | MPC                           |
| 249288     | 2008 TP31  | 1 out 2008  | Kitt Peak        | Spacewatch          | Ursula    | MPC                           |
| 249289     | 2008 TW53  | 2 out 2008  | Kitt Peak        | Spacewatch          | —         | MPC                           |
| 249290     | 2008 TY64  | 2 out 2008  | Catalina         | CSS                 | —         | MPC                           |
| 249291     | 2008 TF73  | 2 out 2008  | Kitt Peak        | Spacewatch          | —         | MPC                           |
| 249292     | 2008 TF103 | 6 out 2008  | Kitt Peak        | Spacewatch          | —         | MPC                           |
| 249293     | 2008 TG111 | 6 out 2008  | Catalina         | CSS                 | —         | MPC                           |
| 249294     | 2008 TC118 | 6 out 2008  | Kitt Peak        | Spacewatch          | —         | MPC                           |
| 249295     | 2008 TS122 | 7 out 2008  | Kitt Peak        | Spacewatch          | Ursula    | MPC                           |
| 249296     | 2008 TA132 | 8 out 2008  | Mount Lemmon     | Mount Lemmon Survey | —         | MPC                           |
| 249297     | 2008 TL169 | 7 out 2008  | Mount Lemmon     | Mount Lemmon Survey | —         | MPC                           |
| 249298     | 2008 TR170 | 9 out 2008  | Mount Lemmon     | Mount Lemmon Survey | —         | MPC                           |
| 249299     | 2008 TB177 | 7 out 2008  | Catalina         | CSS                 | —         | MPC                           |
| 249300     | 2008 UY    | 18 out 2008 | Auberry          | Sierra Remote Obs.  | —         | MPC                           |

## 249301–249400
| Designação   | Designação | Descoberta  | Descoberta      | Descobridor(es)     | Categoria | Mais informações / Referência |
| Permanente   | Provisória | Data        | Local           | Descobridor(es)     | Categoria | Mais informações / Referência |
| ------------ | ---------- | ----------- | --------------- | ------------------- | --------- | ----------------------------- |
| 249301       | 2008 UD5   | 24 out 2008 | Needville       | J. Dellinger        | —         | MPC                           |
| 249302 Ajoie | 2008 UM7   | 26 out 2008 | Vicques         | M. Ory              | Juno      | MPC                           |
| 249303       | 2008 UG39  | 20 out 2008 | Kitt Peak       | Spacewatch          | —         | MPC                           |
| 249304       | 2008 UD42  | 20 out 2008 | Kitt Peak       | Spacewatch          | —         | MPC                           |
| 249305       | 2008 UC62  | 21 out 2008 | Kitt Peak       | Spacewatch          | —         | MPC                           |
| 249306       | 2008 UT74  | 21 out 2008 | Kitt Peak       | Spacewatch          | —         | MPC                           |
| 249307       | 2008 UE77  | 21 out 2008 | Mount Lemmon    | Mount Lemmon Survey | —         | MPC                           |
| 249308       | 2008 UQ77  | 21 out 2008 | Kitt Peak       | Spacewatch          | —         | MPC                           |
| 249309       | 2008 UF83  | 22 out 2008 | Mount Lemmon    | Mount Lemmon Survey | Ursula    | MPC                           |
| 249310       | 2008 UO125 | 22 out 2008 | Kitt Peak       | Spacewatch          | —         | MPC                           |
| 249311       | 2008 UM128 | 22 out 2008 | Kitt Peak       | Spacewatch          | —         | MPC                           |
| 249312       | 2008 UX164 | 24 out 2008 | Kitt Peak       | Spacewatch          | —         | MPC                           |
| 249313       | 2008 UK168 | 24 out 2008 | Kitt Peak       | Spacewatch          | —         | MPC                           |
| 249314       | 2008 UO169 | 24 out 2008 | Kitt Peak       | Spacewatch          | —         | MPC                           |
| 249315       | 2008 UX174 | 24 out 2008 | Kitt Peak       | Spacewatch          | —         | MPC                           |
| 249316       | 2008 UF185 | 24 out 2008 | Kitt Peak       | Spacewatch          | —         | MPC                           |
| 249317       | 2008 UE201 | 28 out 2008 | Socorro         | LINEAR              | —         | MPC                           |
| 249318       | 2008 UH201 | 28 out 2008 | Socorro         | LINEAR              | —         | MPC                           |
| 249319       | 2008 UN201 | 28 out 2008 | Socorro         | LINEAR              | —         | MPC                           |
| 249320       | 2008 UR202 | 27 out 2008 | Socorro         | LINEAR              | —         | MPC                           |
| 249321       | 2008 UO215 | 24 out 2008 | Catalina        | CSS                 | —         | MPC                           |
| 249322       | 2008 UZ217 | 25 out 2008 | Kitt Peak       | Spacewatch          | —         | MPC                           |
| 249323       | 2008 UJ225 | 25 out 2008 | Kitt Peak       | Spacewatch          | —         | MPC                           |
| 249324       | 2008 UR259 | 27 out 2008 | Kitt Peak       | Spacewatch          | Pallas    | MPC                           |
| 249325       | 2008 UA273 | 28 out 2008 | Kitt Peak       | Spacewatch          | —         | MPC                           |
| 249326       | 2008 UU316 | 30 out 2008 | Mount Lemmon    | Mount Lemmon Survey | Ursula    | MPC                           |
| 249327       | 2008 UC317 | 30 out 2008 | Kitt Peak       | Spacewatch          | —         | MPC                           |
| 249328       | 2008 UK325 | 31 out 2008 | Kitt Peak       | Spacewatch          | Ursula    | MPC                           |
| 249329       | 2008 UU340 | 24 out 2008 | Kitt Peak       | Spacewatch          | —         | MPC                           |
| 249330       | 2008 UZ340 | 24 out 2008 | Mount Lemmon    | Mount Lemmon Survey | —         | MPC                           |
| 249331       | 2008 UB355 | 31 out 2008 | Kitt Peak       | Spacewatch          | —         | MPC                           |
| 249332       | 2008 UB359 | 27 out 2008 | Mount Lemmon    | Mount Lemmon Survey | —         | MPC                           |
| 249333       | 2008 UK359 | 27 out 2008 | Mount Lemmon    | Mount Lemmon Survey | —         | MPC                           |
| 249334       | 2008 UM365 | 30 out 2008 | Catalina        | CSS                 | —         | MPC                           |
| 249335       | 2008 VL2   | 2 nov 2008  | Socorro         | LINEAR              | —         | MPC                           |
| 249336       | 2008 VQ2   | 2 nov 2008  | Socorro         | LINEAR              | —         | MPC                           |
| 249337       | 2008 VF3   | 3 nov 2008  | Socorro         | LINEAR              | —         | MPC                           |
| 249338       | 2008 VT23  | 1 nov 2008  | Kitt Peak       | Spacewatch          | —         | MPC                           |
| 249339       | 2008 VG64  | 9 nov 2008  | La Sagra        | Mallorca Obs.       | —         | MPC                           |
| 249340       | 2008 VH74  | 7 nov 2008  | Catalina        | CSS                 | —         | MPC                           |
| 249341       | 2008 WH4   | 17 nov 2008 | Kitt Peak       | Spacewatch          | —         | MPC                           |
| 249342       | 2008 WM23  | 18 nov 2008 | Catalina        | CSS                 | —         | MPC                           |
| 249343       | 2008 WQ32  | 20 nov 2008 | Mayhill         | A. Lowe             | —         | MPC                           |
| 249344       | 2008 WC60  | 19 nov 2008 | Socorro         | LINEAR              | —         | MPC                           |
| 249345       | 2008 WU61  | 22 nov 2008 | La Sagra        | Mallorca Obs.       | —         | MPC                           |
| 249346       | 2008 WV61  | 22 nov 2008 | La Sagra        | Mallorca Obs.       | —         | MPC                           |
| 249347       | 2008 WE64  | 18 nov 2008 | Catalina        | CSS                 | —         | MPC                           |
| 249348       | 2008 WR97  | 19 nov 2008 | Catalina        | CSS                 | —         | MPC                           |
| 249349       | 2008 WX101 | 30 nov 2008 | Socorro         | LINEAR              | —         | MPC                           |
| 249350       | 2008 WL113 | 30 nov 2008 | Kitt Peak       | Spacewatch          | Ursula    | MPC                           |
| 249351       | 2008 WC140 | 17 nov 2008 | Kitt Peak       | Spacewatch          | —         | MPC                           |
| 249352       | 2008 XS3   | 2 dez 2008  | Socorro         | LINEAR              | —         | MPC                           |
| 249353       | 2008 YM3   | 21 dez 2008 | Dauban          | F. Kugel            | —         | MPC                           |
| 249354       | 2008 YX7   | 22 dez 2008 | Bisei SG Center | BATTeRS             | —         | MPC                           |
| 249355       | 2008 YD30  | 30 dez 2008 | Mayhill         | A. Lowe             | —         | MPC                           |
| 249356       | 2008 YZ31  | 30 dez 2008 | Bisei SG Center | BATTeRS             | —         | MPC                           |
| 249357       | 2008 YW34  | 31 dez 2008 | Catalina        | CSS                 | —         | MPC                           |
| 249358       | 2008 YQ36  | 22 dez 2008 | Kitt Peak       | Spacewatch          | —         | MPC                           |
| 249359       | 2008 YK38  | 29 dez 2008 | Kitt Peak       | Spacewatch          | —         | MPC                           |
| 249360       | 2008 YW40  | 30 dez 2008 | Mount Lemmon    | Mount Lemmon Survey | —         | MPC                           |
| 249361       | 2008 YM89  | 29 dez 2008 | Kitt Peak       | Spacewatch          | —         | MPC                           |
| 249362       | 2008 YR137 | 30 dez 2008 | Mount Lemmon    | Mount Lemmon Survey | Brangane  | MPC                           |
| 249363       | 2008 YG142 | 30 dez 2008 | Kitt Peak       | Spacewatch          | —         | MPC                           |
| 249364       | 2008 YN153 | 21 dez 2008 | Kitt Peak       | Spacewatch          | —         | MPC                           |
| 249365       | 2008 YP163 | 30 dez 2008 | Mount Lemmon    | Mount Lemmon Survey | —         | MPC                           |
| 249366       | 2008 YY168 | 21 dez 2008 | Mount Lemmon    | Mount Lemmon Survey | —         | MPC                           |
| 249367       | 2008 YD171 | 22 dez 2008 | Kitt Peak       | Spacewatch          | —         | MPC                           |
| 249368       | 2009 AX1   | 4 jan 2009  | Farra d'Isonzo  | Farra d'Isonzo      | —         | MPC                           |
| 249369       | 2009 AC8   | 1 jan 2009  | Mount Lemmon    | Mount Lemmon Survey | Phocaea   | MPC                           |
| 249370       | 2009 AV47  | 3 jan 2009  | Mount Lemmon    | Mount Lemmon Survey | —         | MPC                           |
| 249371       | 2009 AR50  | 15 jan 2009 | Kitt Peak       | Spacewatch          | —         | MPC                           |
| 249372       | 2009 BX1   | 18 jan 2009 | Mayhill         | A. Lowe             | —         | MPC                           |
| 249373       | 2009 BY1   | 18 jan 2009 | Mayhill         | A. Lowe             | —         | MPC                           |
| 249374       | 2009 BC3   | 18 jan 2009 | Socorro         | LINEAR              | —         | MPC                           |
| 249375       | 2009 BK3   | 18 jan 2009 | Socorro         | LINEAR              | —         | MPC                           |
| 249376       | 2009 BM6   | 18 jan 2009 | Socorro         | LINEAR              | —         | MPC                           |
| 249377       | 2009 BV10  | 25 jan 2009 | Mayhill         | A. Lowe             | —         | MPC                           |
| 249378       | 2009 BJ16  | 16 jan 2009 | Mount Lemmon    | Mount Lemmon Survey | —         | MPC                           |
| 249379       | 2009 BO32  | 16 jan 2009 | Kitt Peak       | Spacewatch          | —         | MPC                           |
| 249380       | 2009 BZ44  | 16 jan 2009 | Kitt Peak       | Spacewatch          | —         | MPC                           |
| 249381       | 2009 BJ46  | 16 jan 2009 | Kitt Peak       | Spacewatch          | —         | MPC                           |
| 249382       | 2009 BU49  | 16 jan 2009 | Mount Lemmon    | Mount Lemmon Survey | —         | MPC                           |
| 249383       | 2009 BF67  | 20 jan 2009 | Kitt Peak       | Spacewatch          | —         | MPC                           |
| 249384       | 2009 BH67  | 20 jan 2009 | Kitt Peak       | Spacewatch          | —         | MPC                           |
| 249385       | 2009 BV68  | 25 jan 2009 | Kitt Peak       | Spacewatch          | —         | MPC                           |
| 249386       | 2009 BU75  | 24 jan 2009 | Purple Mountain | PMO NEO             | —         | MPC                           |
| 249387       | 2009 BN76  | 26 jan 2009 | Purple Mountain | PMO NEO             | —         | MPC                           |
| 249388       | 2009 BB85  | 25 jan 2009 | Kitt Peak       | Spacewatch          | —         | MPC                           |
| 249389       | 2009 BO88  | 25 jan 2009 | Kitt Peak       | Spacewatch          | —         | MPC                           |
| 249390       | 2009 BJ96  | 24 jan 2009 | Purple Mountain | PMO NEO             | —         | MPC                           |
| 249391       | 2009 BU108 | 29 jan 2009 | Mount Lemmon    | Mount Lemmon Survey | Juno      | MPC                           |
| 249392       | 2009 BX112 | 31 jan 2009 | Mount Lemmon    | Mount Lemmon Survey | —         | MPC                           |
| 249393       | 2009 BR113 | 26 jan 2009 | Kitt Peak       | Spacewatch          | —         | MPC                           |
| 249394       | 2009 BD115 | 27 jan 2009 | Piszkéstető     | K. Sárneczky        | —         | MPC                           |
| 249395       | 2009 BG118 | 30 jan 2009 | Mount Lemmon    | Mount Lemmon Survey | —         | MPC                           |
| 249396       | 2009 BF122 | 31 jan 2009 | Kitt Peak       | Spacewatch          | —         | MPC                           |
| 249397       | 2009 BB125 | 31 jan 2009 | Kitt Peak       | Spacewatch          | —         | MPC                           |
| 249398       | 2009 BP150 | 27 jan 2009 | Purple Mountain | PMO NEO             | —         | MPC                           |
| 249399       | 2009 BN187 | 30 jan 2009 | Mount Lemmon    | Mount Lemmon Survey | —         | MPC                           |
| 249400       | 2009 BZ187 | 20 jan 2009 | Catalina        | CSS                 | —         | MPC                           |

## 249401–249500
| Designação | Designação | Descoberta  | Descoberta      | Descobridor(es)     | Categoria | Mais informações / Referência |
| Permanente | Provisória | Data        | Local           | Descobridor(es)     | Categoria | Mais informações / Referência |
| ---------- | ---------- | ----------- | --------------- | ------------------- | --------- | ----------------------------- |
| 249401     | 2009 BV189 | 25 jan 2009 | Kitt Peak       | Spacewatch          | —         | MPC                           |
| 249402     | 2009 CZ12  | 1 fev 2009  | Mount Lemmon    | Mount Lemmon Survey | —         | MPC                           |
| 249403     | 2009 CM15  | 3 fev 2009  | Kitt Peak       | Spacewatch          | —         | MPC                           |
| 249404     | 2009 CE20  | 1 fev 2009  | Kitt Peak       | Spacewatch          | —         | MPC                           |
| 249405     | 2009 CB42  | 13 fev 2009 | Kitt Peak       | Spacewatch          | —         | MPC                           |
| 249406     | 2009 CT53  | 2 fev 2009  | Siding Spring   | SSS                 | —         | MPC                           |
| 249407     | 2009 CY56  | 5 fev 2009  | Catalina        | CSS                 | —         | MPC                           |
| 249408     | 2009 CP59  | 5 fev 2009  | Mount Lemmon    | Mount Lemmon Survey | —         | MPC                           |
| 249409     | 2009 CG65  | 3 fev 2009  | Kitt Peak       | Spacewatch          | —         | MPC                           |
| 249410     | 2009 DX5   | 16 fev 2009 | Catalina        | CSS                 | —         | MPC                           |
| 249411     | 2009 DR6   | 17 fev 2009 | Kitt Peak       | Spacewatch          | —         | MPC                           |
| 249412     | 2009 DH12  | 20 fev 2009 | Catalina        | CSS                 | —         | MPC                           |
| 249413     | 2009 DA36  | 20 fev 2009 | Kitt Peak       | Spacewatch          | —         | MPC                           |
| 249414     | 2009 DC47  | 28 fev 2009 | Socorro         | LINEAR              | —         | MPC                           |
| 249415     | 2009 DL69  | 26 fev 2009 | Catalina        | CSS                 | —         | MPC                           |
| 249416     | 2009 DN69  | 26 fev 2009 | Catalina        | CSS                 | Juno      | MPC                           |
| 249417     | 2009 DQ90  | 26 fev 2009 | Catalina        | CSS                 | —         | MPC                           |
| 249418     | 2009 DU103 | 26 fev 2009 | Mount Lemmon    | Mount Lemmon Survey | —         | MPC                           |
| 249419     | 2009 DO104 | 26 fev 2009 | Kitt Peak       | Spacewatch          | —         | MPC                           |
| 249420     | 2009 DV109 | 19 fev 2009 | Catalina        | CSS                 | —         | MPC                           |
| 249421     | 2009 DA122 | 27 fev 2009 | Kitt Peak       | Spacewatch          | —         | MPC                           |
| 249422     | 2009 DY129 | 27 fev 2009 | Kitt Peak       | Spacewatch          | —         | MPC                           |
| 249423     | 2009 DJ136 | 19 fev 2009 | Kitt Peak       | Spacewatch          | —         | MPC                           |
| 249424     | 2009 DT140 | 19 fev 2009 | Mount Lemmon    | Mount Lemmon Survey | —         | MPC                           |
| 249425     | 2009 ER3   | 14 mar 2009 | La Sagra        | Mallorca Obs.       | —         | MPC                           |
| 249426     | 2009 EZ3   | 15 mar 2009 | La Sagra        | Mallorca Obs.       | —         | MPC                           |
| 249427     | 2009 EH18  | 15 mar 2009 | Kitt Peak       | Spacewatch          | —         | MPC                           |
| 249428     | 2009 EP22  | 2 mar 2009  | Mount Lemmon    | Mount Lemmon Survey | —         | MPC                           |
| 249429     | 2009 EG23  | 7 mar 2009  | Mount Lemmon    | Mount Lemmon Survey | —         | MPC                           |
| 249430     | 2009 EJ27  | 1 mar 2009  | Kitt Peak       | Spacewatch          | —         | MPC                           |
| 249431     | 2009 EK28  | 2 mar 2009  | Mount Lemmon    | Mount Lemmon Survey | —         | MPC                           |
| 249432     | 2009 FU5   | 18 mar 2009 | La Cañada       | J. Lacruz           | —         | MPC                           |
| 249433     | 2009 FA6   | 16 mar 2009 | Kitt Peak       | Spacewatch          | —         | MPC                           |
| 249434     | 2009 FN16  | 19 mar 2009 | Kitt Peak       | Spacewatch          | —         | MPC                           |
| 249435     | 2009 FG18  | 19 mar 2009 | Socorro         | LINEAR              | —         | MPC                           |
| 249436     | 2009 FL31  | 25 mar 2009 | La Sagra        | Mallorca Obs.       | —         | MPC                           |
| 249437     | 2009 FR43  | 29 mar 2009 | Socorro         | LINEAR              | —         | MPC                           |
| 249438     | 2009 FT45  | 30 mar 2009 | Cordell-Lorenz  | D. T. Durig         | —         | MPC                           |
| 249439     | 2009 FT52  | 29 mar 2009 | Kitt Peak       | Spacewatch          | —         | MPC                           |
| 249440     | 2009 FX52  | 29 mar 2009 | Kitt Peak       | Spacewatch          | —         | MPC                           |
| 249441     | 2009 FL57  | 26 mar 2009 | Kitt Peak       | Spacewatch          | —         | MPC                           |
| 249442     | 2009 FO57  | 19 mar 2009 | Kitt Peak       | Spacewatch          | Ursula    | MPC                           |
| 249443     | 2009 FZ61  | 19 mar 2009 | Kitt Peak       | Spacewatch          | —         | MPC                           |
| 249444     | 2009 FS64  | 16 mar 2009 | Kitt Peak       | Spacewatch          | —         | MPC                           |
| 249445     | 2009 FE68  | 28 mar 2009 | Kitt Peak       | Spacewatch          | —         | MPC                           |
| 249446     | 2009 FS68  | 19 mar 2009 | Mount Lemmon    | Mount Lemmon Survey | —         | MPC                           |
| 249447     | 2009 FN69  | 17 mar 2009 | Kitt Peak       | Spacewatch          | Brangane  | MPC                           |
| 249448     | 2009 FU69  | 18 mar 2009 | Kitt Peak       | Spacewatch          | —         | MPC                           |
| 249449     | 2009 GA4   | 13 abr 2009 | Kanab           | E. E. Sheridan      | Ursula    | MPC                           |
| 249450     | 2009 HF5   | 17 abr 2009 | Kitt Peak       | Spacewatch          | —         | MPC                           |
| 249451     | 2009 HL5   | 17 abr 2009 | Kitt Peak       | Spacewatch          | —         | MPC                           |
| 249452     | 2009 HV20  | 20 abr 2009 | Tzec Maun       | F. Tozzi            | —         | MPC                           |
| 249453     | 2009 HD39  | 18 abr 2009 | Kitt Peak       | Spacewatch          | —         | MPC                           |
| 249454     | 2009 HH41  | 20 abr 2009 | Kitt Peak       | Spacewatch          | —         | MPC                           |
| 249455     | 2009 HQ41  | 20 abr 2009 | Kitt Peak       | Spacewatch          | —         | MPC                           |
| 249456     | 2009 HC52  | 17 abr 2009 | Catalina        | CSS                 | —         | MPC                           |
| 249457     | 2009 HF59  | 20 abr 2009 | Socorro         | LINEAR              | —         | MPC                           |
| 249458     | 2009 HC65  | 23 abr 2009 | Kitt Peak       | Spacewatch          | —         | MPC                           |
| 249459     | 2009 HT81  | 24 abr 2009 | Cerro Burek     | Alianza S4 Obs.     | Ursula    | MPC                           |
| 249460     | 2009 HZ84  | 28 abr 2009 | Mount Lemmon    | Mount Lemmon Survey | —         | MPC                           |
| 249461     | 2009 HM91  | 27 abr 2009 | Catalina        | CSS                 | —         | MPC                           |
| 249462     | 2009 HF93  | 30 abr 2009 | Kitt Peak       | Spacewatch          | —         | MPC                           |
| 249463     | 2009 HV96  | 30 abr 2009 | Kitt Peak       | Spacewatch          | —         | MPC                           |
| 249464     | 2009 HH97  | 17 abr 2009 | Kitt Peak       | Spacewatch          | —         | MPC                           |
| 249465     | 2009 HV102 | 29 abr 2009 | Purple Mountain | PMO NEO             | —         | MPC                           |
| 249466     | 2009 HV103 | 20 abr 2009 | Kitt Peak       | Spacewatch          | —         | MPC                           |
| 249467     | 2009 HS105 | 29 abr 2009 | Kitt Peak       | Spacewatch          | Ursula    | MPC                           |
| 249468     | 2009 JG3   | 13 mai 2009 | Mount Lemmon    | Mount Lemmon Survey | —         | MPC                           |
| 249469     | 2009 JL5   | 14 mai 2009 | Kitt Peak       | Spacewatch          | —         | MPC                           |
| 249470     | 2009 JA13  | 2 mai 2009  | La Sagra        | Mallorca Obs.       | —         | MPC                           |
| 249471     | 2009 KM5   | 24 mai 2009 | Catalina        | CSS                 | Hygiea    | MPC                           |
| 249472     | 2009 KV5   | 25 mai 2009 | Kitt Peak       | Spacewatch          | —         | MPC                           |
| 249473     | 2009 KS10  | 25 mai 2009 | Kitt Peak       | Spacewatch          | —         | MPC                           |
| 249474     | 2009 KB21  | 29 mai 2009 | Mount Lemmon    | Mount Lemmon Survey | —         | MPC                           |
| 249475     | 2009 KL23  | 27 mai 2009 | Kitt Peak       | Spacewatch          | Brangane  | MPC                           |
| 249476     | 2009 LS6   | 15 jun 2009 | Kitt Peak       | Spacewatch          | —         | MPC                           |
| 249477     | 2009 OJ1   | 18 jul 2009 | Sandlot         | G. Hug              | —         | MPC                           |
| 249478     | 2009 ON3   | 17 jul 2009 | La Sagra        | Mallorca Obs.       | —         | MPC                           |
| 249479     | 2009 TN7   | 13 out 2009 | La Sagra        | Mallorca Obs.       | —         | MPC                           |
| 249480     | 2009 TX17  | 15 out 2009 | Catalina        | CSS                 | Eunomia   | MPC                           |
| 249481     | 2009 TE23  | 14 out 2009 | La Sagra        | Mallorca Obs.       | Vesta     | MPC                           |
| 249482     | 2009 TZ27  | 15 out 2009 | La Sagra        | Mallorca Obs.       | Brangane  | MPC                           |
| 249483     | 2009 UU26  | 21 out 2009 | Catalina        | CSS                 | —         | MPC                           |
| 249484     | 2009 UL32  | 18 out 2009 | Mount Lemmon    | Mount Lemmon Survey | —         | MPC                           |
| 249485     | 2009 UP37  | 22 out 2009 | Mount Lemmon    | Mount Lemmon Survey | Pallas    | MPC                           |
| 249486     | 2009 UO69  | 21 out 2009 | Catalina        | CSS                 | Vesta     | MPC                           |
| 249487     | 2009 UP87  | 24 out 2009 | Kitt Peak       | Spacewatch          | —         | MPC                           |
| 249488     | 2009 UN129 | 26 out 2009 | Mount Lemmon    | Mount Lemmon Survey | —         | MPC                           |
| 249489     | 2009 UN131 | 19 out 2009 | La Sagra        | Mallorca Obs.       | —         | MPC                           |
| 249490     | 2009 UV136 | 25 out 2009 | Catalina        | CSS                 | —         | MPC                           |
| 249491     | 2009 UH149 | 23 out 2009 | La Sagra        | Mallorca Obs.       | —         | MPC                           |
| 249492     | 2009 VW26  | 8 nov 2009  | Kitt Peak       | Spacewatch          | —         | MPC                           |
| 249493     | 2009 VF32  | 9 nov 2009  | Kitt Peak       | Spacewatch          | —         | MPC                           |
| 249494     | 2009 VV44  | 15 nov 2009 | Mount Lemmon    | Mount Lemmon Survey | —         | MPC                           |
| 249495     | 2009 VO116 | 15 nov 2009 | Mount Lemmon    | Mount Lemmon Survey | —         | MPC                           |
| 249496     | 2009 WR249 | 26 nov 2009 | Kitt Peak       | Spacewatch          | —         | MPC                           |
| 249497     | 2009 XN15  | 15 dez 2009 | Mount Lemmon    | Mount Lemmon Survey | —         | MPC                           |
| 249498     | 2009 XU15  | 15 dez 2009 | Mount Lemmon    | Mount Lemmon Survey | —         | MPC                           |
| 249499     | 2009 XV18  | 15 dez 2009 | Mount Lemmon    | Mount Lemmon Survey | —         | MPC                           |
| 249500     | 2009 XL22  | 15 dez 2009 | Mount Lemmon    | Mount Lemmon Survey | —         | MPC                           |

## 249501–249600
| Designação           | Designação | Descoberta  | Descoberta      | Descobridor(es)     | Categoria | Mais informações / Referência |
| Permanente           | Provisória | Data        | Local           | Descobridor(es)     | Categoria | Mais informações / Referência |
| -------------------- | ---------- | ----------- | --------------- | ------------------- | --------- | ----------------------------- |
| 249501               | 2009 YY3   | 17 dez 2009 | Kitt Peak       | Spacewatch          | —         | MPC                           |
| 249502               | 2009 YL16  | 19 dez 2009 | Mount Lemmon    | Mount Lemmon Survey | Phocaea   | MPC                           |
| 249503               | 2009 YW20  | 27 dez 2009 | Kitt Peak       | Spacewatch          | —         | MPC                           |
| 249504               | 2009 YB25  | 20 dez 2009 | Kitt Peak       | Spacewatch          | Ursula    | MPC                           |
| 249505               | 2010 AG6   | 6 jan 2010  | Kitt Peak       | Spacewatch          | —         | MPC                           |
| 249506               | 2010 AK34  | 7 jan 2010  | Kitt Peak       | Spacewatch          | —         | MPC                           |
| 249507               | 2010 AD54  | 8 jan 2010  | Kitt Peak       | Spacewatch          | —         | MPC                           |
| 249508               | 2010 AE55  | 8 jan 2010  | Kitt Peak       | Spacewatch          | Eos       | MPC                           |
| 249509               | 2010 AR61  | 12 jan 2010 | Socorro         | LINEAR              | —         | MPC                           |
| 249510               | 2010 AT65  | 11 jan 2010 | Kitt Peak       | Spacewatch          | —         | MPC                           |
| 249511               | 2010 AA76  | 12 jan 2010 | Socorro         | LINEAR              | —         | MPC                           |
| 249512               | 2010 AT76  | 6 jan 2010  | Catalina        | CSS                 | —         | MPC                           |
| 249513               | 2010 CD41  | 13 jan 2010 | Kitt Peak       | Spacewatch          | —         | MPC                           |
| 249514 Donaldroyer   | 2010 CZ44  | 11 fev 2010 | WISE            | WISE                | —         | MPC                           |
| 249515 Heinrichsen   | 2010 CF48  | 12 fev 2010 | WISE            | WISE                | —         | MPC                           |
| 249516 Aretha        | 2010 CV60  | 15 fev 2010 | WISE            | WISE                | —         | MPC                           |
| 249517               | 2010 CM62  | 9 fev 2010  | Catalina        | CSS                 | Brangane  | MPC                           |
| 249518               | 2010 CO70  | 13 fev 2010 | Mount Lemmon    | Mount Lemmon Survey | —         | MPC                           |
| 249519 Whitneyclavin | 2010 CA130 | 11 fev 2010 | WISE            | WISE                | —         | MPC                           |
| 249520 Luppino       | 2010 CG181 | 14 fev 2010 | Haleakalā       | Pan-STARRS          | —         | MPC                           |
| 249521 Truth         | 2010 CU212 | 6 fev 2010  | WISE            | WISE                | —         | MPC                           |
| 249522 Johndailey    | 2010 DP15  | 16 fev 2010 | WISE            | WISE                | —         | MPC                           |
| 249523 Friedan       | 2010 DO53  | 22 fev 2010 | WISE            | WISE                | —         | MPC                           |
| 249524               | 2010 ED34  | 5 mar 2010  | Kitt Peak       | Spacewatch          | —         | MPC                           |
| 249525               | 2010 FM55  | 25 mar 2010 | Kitt Peak       | Spacewatch          | —         | MPC                           |
| 249526               | 2010 FY84  | 19 mar 2010 | Mount Lemmon    | Mount Lemmon Survey | —         | MPC                           |
| 249527               | 2010 FQ91  | 25 mar 2010 | Kitt Peak       | Spacewatch          | —         | MPC                           |
| 249528               | 2010 GS29  | 8 abr 2010  | Purple Mountain | PMO NEO             | —         | MPC                           |
| 249529               | 2010 GE31  | 4 abr 2010  | Kitt Peak       | Spacewatch          | —         | MPC                           |
| 249530 Ericrice      | 2010 GJ92  | 14 abr 2010 | WISE            | WISE                | —         | MPC                           |
| 249531               | 2010 GV117 | 10 abr 2010 | Mount Lemmon    | Mount Lemmon Survey | —         | MPC                           |
| 249532               | 2010 GN120 | 11 abr 2010 | Kitt Peak       | Spacewatch          | —         | MPC                           |
| 249533               | 2010 GX125 | 9 abr 2010  | Kitt Peak       | Spacewatch          | —         | MPC                           |
| 249534               | 2010 GY132 | 10 abr 2010 | Kitt Peak       | Spacewatch          | Brangane  | MPC                           |
| 249535               | 2010 GD135 | 4 abr 2010  | Kitt Peak       | Spacewatch          | —         | MPC                           |
| 249536               | 2010 GF156 | 9 abr 2010  | Catalina        | CSS                 | —         | MPC                           |
| 249537               | 2010 GK157 | 10 abr 2010 | Kitt Peak       | Spacewatch          | —         | MPC                           |
| 249538               | 2010 GT161 | 15 abr 2010 | Kitt Peak       | Spacewatch          | —         | MPC                           |
| 249539 Pedrosevilla  | 2010 HY7   | 16 abr 2010 | WISE            | WISE                | —         | MPC                           |
| 249540 Eugeniescott  | 2010 HX14  | 18 abr 2010 | WISE            | WISE                | —         | MPC                           |
| 249541 Steinem       | 2010 HR25  | 19 abr 2010 | WISE            | WISE                | —         | MPC                           |
| 249542               | 2010 HS37  | 21 abr 2010 | WISE            | WISE                | Pallas    | MPC                           |
| 249543               | 2010 HA40  | 21 abr 2010 | WISE            | WISE                | —         | MPC                           |
| 249544 Ianmclean     | 2010 HQ44  | 23 abr 2010 | WISE            | WISE                | —         | MPC                           |
| 249545               | 2010 HB45  | 23 abr 2010 | WISE            | WISE                | —         | MPC                           |
| 249546               | 2010 HE47  | 23 abr 2010 | WISE            | WISE                | —         | MPC                           |
| 249547               | 2010 HZ83  | 28 abr 2010 | WISE            | WISE                | —         | MPC                           |
| 249548               | 2010 HT107 | 25 abr 2010 | Kitt Peak       | Spacewatch          | —         | MPC                           |
| 249549               | 2010 JU33  | 4 mai 2010  | Catalina        | CSS                 | —         | MPC                           |
| 249550               | 2010 JY39  | 5 mai 2010  | Mount Lemmon    | Mount Lemmon Survey | —         | MPC                           |
| 249551               | 2010 JM72  | 5 mai 2010  | Mount Lemmon    | Mount Lemmon Survey | —         | MPC                           |
| 249552               | 2010 JQ84  | 5 mai 2010  | Catalina        | CSS                 | —         | MPC                           |
| 249553               | 2010 JV136 | 14 mai 2010 | WISE            | WISE                | Eos       | MPC                           |
| 249554               | 2010 JL150 | 10 mai 2010 | Mount Lemmon    | Mount Lemmon Survey | —         | MPC                           |
| 249555               | 2010 JN168 | 12 mai 2010 | Kitt Peak       | Spacewatch          | —         | MPC                           |
| 249556               | 2010 KX29  | 18 mai 2010 | WISE            | WISE                | —         | MPC                           |
| 249557               | 2010 KW37  | 17 mai 2010 | Kitt Peak       | Spacewatch          | —         | MPC                           |
| 249558               | 2858 P-L   | 24 set 1960 | Palomar         | PLS                 | —         | MPC                           |
| 249559               | 3079 P-L   | 25 set 1960 | Palomar         | PLS                 | —         | MPC                           |
| 249560               | 4176 P-L   | 24 set 1960 | Palomar         | PLS                 | —         | MPC                           |
| 249561               | 4547 P-L   | 24 set 1960 | Palomar         | PLS                 | Phocaea   | MPC                           |
| 249562               | 5019 T-2   | 25 set 1973 | Palomar         | PLS                 | —         | MPC                           |
| 249563               | 2233 T-3   | 16 out 1977 | Palomar         | PLS                 | —         | MPC                           |
| 249564               | 2238 T-3   | 16 out 1977 | Palomar         | PLS                 | —         | MPC                           |
| 249565               | 2298 T-3   | 16 out 1977 | Palomar         | PLS                 | —         | MPC                           |
| 249566               | 3386 T-3   | 16 out 1977 | Palomar         | PLS                 | —         | MPC                           |
| 249567               | 5102 T-3   | 16 out 1977 | Palomar         | PLS                 | —         | MPC                           |
| 249568               | 1985 RX    | 14 set 195  | Kitt Peak       | Spacewatch          | —         | MPC                           |
| 249569               | 1989 SL3   | 26 set 1989 | La Silla        | E. W. Elst          | —         | MPC                           |
| 249570               | 1992 SV2   | 24 set 1992 | Kitt Peak       | Spacewatch          | —         | MPC                           |
| 249571               | 1993 TM30  | 9 out 1993  | La Silla        | E. W. Elst          | —         | MPC                           |
| 249572               | 1994 RR18  | 3 set 1994  | La Silla        | E. W. Elst          | —         | MPC                           |
| 249573               | 1994 RA25  | 12 set 1994 | Xinglong        | SCAP                | —         | MPC                           |
| 249574               | 1994 UD10  | 28 out 1994 | Kitt Peak       | Spacewatch          | —         | MPC                           |
| 249575               | 1995 BM10  | 29 jan 1995 | Kitt Peak       | Spacewatch          | —         | MPC                           |
| 249576               | 1995 FH2   | 23 mar 1995 | Kitt Peak       | Spacewatch          | —         | MPC                           |
| 249577               | 1995 SH16  | 18 set 1995 | Kitt Peak       | Spacewatch          | —         | MPC                           |
| 249578               | 1995 SS24  | 19 set 1995 | Kitt Peak       | Spacewatch          | —         | MPC                           |
| 249579               | 1995 SC27  | 19 set 1995 | Kitt Peak       | Spacewatch          | —         | MPC                           |
| 249580               | 1995 SU34  | 22 set 1995 | Kitt Peak       | Spacewatch          | —         | MPC                           |
| 249581               | 1995 SX87  | 26 set 1995 | Kitt Peak       | Spacewatch          | Chloris   | MPC                           |
| 249582               | 1995 SD88  | 26 set 1995 | Kitt Peak       | Spacewatch          | —         | MPC                           |
| 249583               | 1995 TB12  | 15 out 1995 | Kitt Peak       | Spacewatch          | —         | MPC                           |
| 249584               | 1995 UP10  | 17 out 1995 | Kitt Peak       | Spacewatch          | —         | MPC                           |
| 249585               | 1995 UF15  | 17 out 1995 | Kitt Peak       | Spacewatch          | —         | MPC                           |
| 249586               | 1995 WJ10  | 16 nov 1995 | Kitt Peak       | Spacewatch          | —         | MPC                           |
| 249587               | 1995 WA23  | 18 nov 1995 | Kitt Peak       | Spacewatch          | —         | MPC                           |
| 249588               | 1996 RP15  | 13 set 1996 | Kitt Peak       | Spacewatch          | —         | MPC                           |
| 249589               | 1996 TM19  | 4 out 1996  | Kitt Peak       | Spacewatch          | —         | MPC                           |
| 249590               | 1996 UG2   | 17 out 1996 | Kitt Peak       | Spacewatch          | —         | MPC                           |
| 249591               | 1997 BO5   | 31 jan 1997 | Kitt Peak       | Spacewatch          | —         | MPC                           |
| 249592               | 1997 CL    | 1 fev 1997  | Kitt Peak       | Spacewatch          | Brangane  | MPC                           |
| 249593               | 1997 CL9   | 1 fev 1997  | Kitt Peak       | Spacewatch          | —         | MPC                           |
| 249594               | 1997 CK23  | 4 fev 1997  | Kitt Peak       | Spacewatch          | —         | MPC                           |
| 249595               | 1997 GH28  | 13 fev 1997 | Kitt Peak       | Spacewatch          | —         | MPC                           |
| 249596               | 1997 RG5   | 8 set 1997  | Caussols        | ODAS                | —         | MPC                           |
| 249597               | 1997 SW17  | 30 set 1997 | Kitt Peak       | Spacewatch          | —         | MPC                           |
| 249598               | 1997 WB7   | 24 nov 1997 | Kitt Peak       | Spacewatch          | —         | MPC                           |
| 249599               | 1997 YN3   | 21 dez 1997 | Xinglong        | SCAP                | —         | MPC                           |
| 249600               | 1998 AP3   | 2 jan 1998  | Kitt Peak       | Spacewatch          | —         | MPC                           |

## 249601–249700
| Designação | Designação | Descoberta  | Descoberta    | Descobridor(es) | Categoria | Mais informações / Referência |
| Permanente | Provisória | Data        | Local         | Descobridor(es) | Categoria | Mais informações / Referência |
| ---------- | ---------- | ----------- | ------------- | --------------- | --------- | ----------------------------- |
| 249601     | 1998 RY69  | 14 set 1998 | Socorro       | LINEAR          | —         | MPC                           |
| 249602     | 1998 SY44  | 25 set 1998 | Kitt Peak     | Spacewatch      | —         | MPC                           |
| 249603     | 1999 FO3   | 19 mar 1999 | Socorro       | LINEAR          | —         | MPC                           |
| 249604     | 1999 HM12  | 17 abr 1999 | Socorro       | LINEAR          | —         | MPC                           |
| 249605     | 1999 RS76  | 7 set 1999  | Socorro       | LINEAR          | —         | MPC                           |
| 249606     | 1999 RV93  | 7 set 1999  | Socorro       | LINEAR          | —         | MPC                           |
| 249607     | 1999 RB144 | 9 set 1999  | Socorro       | LINEAR          | —         | MPC                           |
| 249608     | 1999 RZ152 | 9 set 1999  | Socorro       | LINEAR          | —         | MPC                           |
| 249609     | 1999 RL161 | 9 set 1999  | Socorro       | LINEAR          | —         | MPC                           |
| 249610     | 1999 RJ176 | 9 set 1999  | Socorro       | LINEAR          | —         | MPC                           |
| 249611     | 1999 RX185 | 9 set 1999  | Socorro       | LINEAR          | Mitidika  | MPC                           |
| 249612     | 1999 RD207 | 8 set 1999  | Socorro       | LINEAR          | —         | MPC                           |
| 249613     | 1999 RH207 | 8 set 1999  | Socorro       | LINEAR          | —         | MPC                           |
| 249614     | 1999 TT4   | 4 out 1999  | Socorro       | LINEAR          | —         | MPC                           |
| 249615     | 1999 TB5   | 2 out 1999  | Catalina      | CSS             | —         | MPC                           |
| 249616     | 1999 TS13  | 11 out 1999 | Črni Vrh      | Črni Vrh        | —         | MPC                           |
| 249617     | 1999 TP21  | 2 out 1999  | Kitt Peak     | Spacewatch      | —         | MPC                           |
| 249618     | 1999 TA30  | 4 out 1999  | Socorro       | LINEAR          | Brangane  | MPC                           |
| 249619     | 1999 TY34  | 3 out 1999  | Socorro       | LINEAR          | —         | MPC                           |
| 249620     | 1999 TU35  | 5 out 1999  | Socorro       | LINEAR          | —         | MPC                           |
| 249621     | 1999 TO37  | 1 out 1999  | Catalina      | CSS             | —         | MPC                           |
| 249622     | 1999 TL42  | 3 out 1999  | Kitt Peak     | Spacewatch      | —         | MPC                           |
| 249623     | 1999 TP46  | 4 out 1999  | Kitt Peak     | Spacewatch      | —         | MPC                           |
| 249624     | 1999 TF47  | 4 out 1999  | Kitt Peak     | Spacewatch      | —         | MPC                           |
| 249625     | 1999 TY47  | 4 out 1999  | Kitt Peak     | Spacewatch      | —         | MPC                           |
| 249626     | 1999 TZ49  | 4 out 1999  | Kitt Peak     | Spacewatch      | —         | MPC                           |
| 249627     | 1999 TC60  | 7 out 1999  | Kitt Peak     | Spacewatch      | Brangane  | MPC                           |
| 249628     | 1999 TQ62  | 7 out 1999  | Kitt Peak     | Spacewatch      | —         | MPC                           |
| 249629     | 1999 TO69  | 9 out 1999  | Kitt Peak     | Spacewatch      | —         | MPC                           |
| 249630     | 1999 TT71  | 9 out 1999  | Kitt Peak     | Spacewatch      | —         | MPC                           |
| 249631     | 1999 TH107 | 4 out 1999  | Socorro       | LINEAR          | —         | MPC                           |
| 249632     | 1999 TT109 | 4 out 1999  | Socorro       | LINEAR          | —         | MPC                           |
| 249633     | 1999 TT115 | 4 out 1999  | Socorro       | LINEAR          | —         | MPC                           |
| 249634     | 1999 TP116 | 4 out 1999  | Socorro       | LINEAR          | —         | MPC                           |
| 249635     | 1999 TQ120 | 4 out 1999  | Socorro       | LINEAR          | —         | MPC                           |
| 249636     | 1999 TT137 | 6 out 1999  | Socorro       | LINEAR          | —         | MPC                           |
| 249637     | 1999 TY137 | 6 out 1999  | Socorro       | LINEAR          | —         | MPC                           |
| 249638     | 1999 TP146 | 7 out 1999  | Socorro       | LINEAR          | —         | MPC                           |
| 249639     | 1999 TU162 | 9 out 1999  | Socorro       | LINEAR          | —         | MPC                           |
| 249640     | 1999 TW168 | 10 out 1999 | Socorro       | LINEAR          | Ursula    | MPC                           |
| 249641     | 1999 TO182 | 11 out 1999 | Socorro       | LINEAR          | —         | MPC                           |
| 249642     | 1999 TU188 | 12 out 1999 | Socorro       | LINEAR          | —         | MPC                           |
| 249643     | 1999 TM190 | 12 out 1999 | Socorro       | LINEAR          | —         | MPC                           |
| 249644     | 1999 TB204 | 13 out 1999 | Socorro       | LINEAR          | —         | MPC                           |
| 249645     | 1999 TV212 | 15 out 1999 | Socorro       | LINEAR          | —         | MPC                           |
| 249646     | 1999 TN237 | 4 out 1999  | Kitt Peak     | Spacewatch      | —         | MPC                           |
| 249647     | 1999 TE238 | 4 out 1999  | Catalina      | CSS             | —         | MPC                           |
| 249648     | 1999 TU252 | 9 out 1999  | Socorro       | LINEAR          | Mitidika  | MPC                           |
| 249649     | 1999 TC256 | 9 out 1999  | Socorro       | LINEAR          | —         | MPC                           |
| 249650     | 1999 TB259 | 9 out 1999  | Socorro       | LINEAR          | —         | MPC                           |
| 249651     | 1999 TH266 | 3 out 1999  | Socorro       | LINEAR          | —         | MPC                           |
| 249652     | 1999 TY268 | 3 out 1999  | Socorro       | LINEAR          | —         | MPC                           |
| 249653     | 1999 TV314 | 8 out 1999  | Catalina      | CSS             | —         | MPC                           |
| 249654     | 1999 TR317 | 12 out 1999 | Kitt Peak     | Spacewatch      | —         | MPC                           |
| 249655     | 1999 TW317 | 12 out 1999 | Kitt Peak     | Spacewatch      | Brangane  | MPC                           |
| 249656     | 1999 UU11  | 29 out 1999 | Kitt Peak     | Spacewatch      | Ursula    | MPC                           |
| 249657     | 1999 UF45  | 31 out 1999 | Catalina      | CSS             | —         | MPC                           |
| 249658     | 1999 VL13  | 2 nov 1999  | Socorro       | LINEAR          | Juno      | MPC                           |
| 249659     | 1999 VD14  | 2 nov 1999  | Socorro       | LINEAR          | —         | MPC                           |
| 249660     | 1999 VK16  | 2 nov 1999  | Kitt Peak     | Spacewatch      | —         | MPC                           |
| 249661     | 1999 VJ18  | 2 nov 1999  | Kitt Peak     | Spacewatch      | —         | MPC                           |
| 249662     | 1999 VP27  | 3 nov 1999  | Catalina      | CSS             | —         | MPC                           |
| 249663     | 1999 VO41  | 4 nov 1999  | Kitt Peak     | Spacewatch      | Mitidika  | MPC                           |
| 249664     | 1999 VG42  | 4 nov 1999  | Kitt Peak     | Spacewatch      | —         | MPC                           |
| 249665     | 1999 VJ53  | 3 nov 1999  | Socorro       | LINEAR          | —         | MPC                           |
| 249666     | 1999 VM75  | 5 nov 1999  | Kitt Peak     | Spacewatch      | —         | MPC                           |
| 249667     | 1999 VL102 | 9 nov 1999  | Socorro       | LINEAR          | —         | MPC                           |
| 249668     | 1999 VX107 | 9 nov 1999  | Socorro       | LINEAR          | —         | MPC                           |
| 249669     | 1999 VC110 | 9 nov 1999  | Socorro       | LINEAR          | —         | MPC                           |
| 249670     | 1999 VE129 | 11 nov 1999 | Kitt Peak     | Spacewatch      | —         | MPC                           |
| 249671     | 1999 VT132 | 10 nov 1999 | Kitt Peak     | Spacewatch      | —         | MPC                           |
| 249672     | 1999 VE155 | 13 nov 1999 | Kitt Peak     | Spacewatch      | —         | MPC                           |
| 249673     | 1999 VY157 | 14 nov 1999 | Socorro       | LINEAR          | —         | MPC                           |
| 249674     | 1999 VM163 | 14 nov 1999 | Socorro       | LINEAR          | —         | MPC                           |
| 249675     | 1999 VZ178 | 6 nov 1999  | Socorro       | LINEAR          | —         | MPC                           |
| 249676     | 1999 VK185 | 15 nov 1999 | Socorro       | LINEAR          | —         | MPC                           |
| 249677     | 1999 VU186 | 15 nov 1999 | Socorro       | LINEAR          | —         | MPC                           |
| 249678     | 1999 VC211 | 14 nov 1999 | Socorro       | LINEAR          | —         | MPC                           |
| 249679     | 1999 VB219 | 3 nov 1999  | Socorro       | LINEAR          | —         | MPC                           |
| 249680     | 1999 VH227 | 3 nov 1999  | Socorro       | LINEAR          | —         | MPC                           |
| 249681     | 1999 XH117 | 5 dez 1999  | Catalina      | CSS             | —         | MPC                           |
| 249682     | 1999 XW135 | 12 dez 1999 | Socorro       | LINEAR          | —         | MPC                           |
| 249683     | 1999 XD155 | 8 dez 1999  | Socorro       | LINEAR          | —         | MPC                           |
| 249684     | 1999 XN256 | 7 dez 1999  | Catalina      | CSS             | —         | MPC                           |
| 249685     | 1999 YD4   | 19 dez 1999 | Socorro       | LINEAR          | —         | MPC                           |
| 249686     | 2000 AV    | 2 jan 2000  | Kitt Peak     | Spacewatch      | —         | MPC                           |
| 249687     | 2000 AY42  | 5 jan 2000  | Socorro       | LINEAR          | —         | MPC                           |
| 249688     | 2000 CL    | 2 fev 2000  | Prescott      | P. G. Comba     | —         | MPC                           |
| 249689     | 2000 CE132 | 3 fev 2000  | Kitt Peak     | Spacewatch      | —         | MPC                           |
| 249690     | 2000 DP13  | 28 fev 2000 | Kitt Peak     | Spacewatch      | —         | MPC                           |
| 249691     | 2000 DY21  | 29 fev 2000 | Socorro       | LINEAR          | —         | MPC                           |
| 249692     | 2000 DE22  | 29 fev 2000 | Socorro       | LINEAR          | —         | MPC                           |
| 249693     | 2000 DE30  | 29 fev 2000 | Socorro       | LINEAR          | —         | MPC                           |
| 249694     | 2000 DW48  | 29 fev 2000 | Socorro       | LINEAR          | —         | MPC                           |
| 249695     | 2000 DR57  | 29 fev 2000 | Socorro       | LINEAR          | —         | MPC                           |
| 249696     | 2000 DO76  | 29 fev 2000 | Socorro       | LINEAR          | —         | MPC                           |
| 249697     | 2000 EF16  | 4 mar 2000  | Kitt Peak     | Spacewatch      | —         | MPC                           |
| 249698     | 2000 ER84  | 8 mar 2000  | Socorro       | LINEAR          | —         | MPC                           |
| 249699     | 2000 EM143 | 3 mar 2000  | Socorro       | LINEAR          | —         | MPC                           |
| 249700     | 2000 FB28  | 27 mar 2000 | Anderson Mesa | LONEOS          | —         | MPC                           |

## 249701–249800
| Designação | Designação | Descoberta  | Descoberta    | Descobridor(es) | Categoria | Mais informações / Referência |
| Permanente | Provisória | Data        | Local         | Descobridor(es) | Categoria | Mais informações / Referência |
| ---------- | ---------- | ----------- | ------------- | --------------- | --------- | ----------------------------- |
| 249701     | 2000 GT8   | 5 abr 2000  | Socorro       | LINEAR          | —         | MPC                           |
| 249702     | 2000 GC129 | 5 abr 2000  | Kitt Peak     | Spacewatch      | —         | MPC                           |
| 249703     | 2000 GA166 | 5 abr 2000  | Socorro       | LINEAR          | —         | MPC                           |
| 249704     | 2000 HO1   | 25 abr 2000 | Kitt Peak     | Spacewatch      | —         | MPC                           |
| 249705     | 2000 HF72  | 25 abr 2000 | Anderson Mesa | LONEOS          | —         | MPC                           |
| 249706     | 2000 JJ8   | 5 mai 2000  | Kitt Peak     | Spacewatch      | —         | MPC                           |
| 249707     | 2000 KA63  | 26 mai 2000 | Anderson Mesa | LONEOS          | —         | MPC                           |
| 249708     | 2000 OC47  | 31 jul 2000 | Socorro       | LINEAR          | —         | MPC                           |
| 249709     | 2000 OL68  | 29 jul 2000 | Anderson Mesa | LONEOS          | —         | MPC                           |
| 249710     | 2000 QO13  | 24 ago 2000 | Socorro       | LINEAR          | —         | MPC                           |
| 249711     | 2000 QM37  | 24 ago 2000 | Socorro       | LINEAR          | —         | MPC                           |
| 249712     | 2000 QU68  | 24 ago 2000 | Wise          | Wise Obs.       | —         | MPC                           |
| 249713     | 2000 QX74  | 24 ago 2000 | Socorro       | LINEAR          | —         | MPC                           |
| 249714     | 2000 QQ143 | 31 ago 2000 | Socorro       | LINEAR          | —         | MPC                           |
| 249715     | 2000 QE179 | 31 ago 2000 | Socorro       | LINEAR          | —         | MPC                           |
| 249716     | 2000 QF216 | 31 ago 2000 | Socorro       | LINEAR          | —         | MPC                           |
| 249717     | 2000 QV228 | 31 ago 2000 | Socorro       | LINEAR          | —         | MPC                           |
| 249718     | 2000 QS254 | 28 ago 2000 | Socorro       | LINEAR          | —         | MPC                           |
| 249719     | 2000 RF25  | 1 set 2000  | Socorro       | LINEAR          | —         | MPC                           |
| 249720     | 2000 RV83  | 1 set 2000  | Socorro       | LINEAR          | —         | MPC                           |
| 249721     | 2000 RM86  | 2 set 2000  | Anderson Mesa | LONEOS          | —         | MPC                           |
| 249722     | 2000 RU93  | 4 set 2000  | Anderson Mesa | LONEOS          | Charis    | MPC                           |
| 249723     | 2000 SK10  | 22 set 2000 | Haleakala     | NEAT            | —         | MPC                           |
| 249724     | 2000 SR17  | 23 set 2000 | Socorro       | LINEAR          | —         | MPC                           |
| 249725     | 2000 SY25  | 23 set 2000 | Socorro       | LINEAR          | —         | MPC                           |
| 249726     | 2000 SS26  | 23 set 2000 | Socorro       | LINEAR          | —         | MPC                           |
| 249727     | 2000 SZ34  | 24 set 2000 | Socorro       | LINEAR          | —         | MPC                           |
| 249728     | 2000 SO35  | 24 set 2000 | Socorro       | LINEAR          | —         | MPC                           |
| 249729     | 2000 SH40  | 24 set 2000 | Socorro       | LINEAR          | —         | MPC                           |
| 249730     | 2000 SC45  | 28 set 2000 | Socorro       | LINEAR          | —         | MPC                           |
| 249731     | 2000 SS54  | 24 set 2000 | Socorro       | LINEAR          | —         | MPC                           |
| 249732     | 2000 SC82  | 24 set 2000 | Socorro       | LINEAR          | —         | MPC                           |
| 249733     | 2000 SL82  | 24 set 2000 | Socorro       | LINEAR          | —         | MPC                           |
| 249734     | 2000 SP88  | 24 set 2000 | Socorro       | LINEAR          | —         | MPC                           |
| 249735     | 2000 SA94  | 23 set 2000 | Socorro       | LINEAR          | —         | MPC                           |
| 249736     | 2000 SD104 | 24 set 2000 | Socorro       | LINEAR          | —         | MPC                           |
| 249737     | 2000 SE138 | 23 set 2000 | Socorro       | LINEAR          | —         | MPC                           |
| 249738     | 2000 SB159 | 27 set 2000 | Kitt Peak     | Spacewatch      | —         | MPC                           |
| 249739     | 2000 SN180 | 28 set 2000 | Socorro       | LINEAR          | —         | MPC                           |
| 249740     | 2000 SF192 | 24 set 2000 | Socorro       | LINEAR          | —         | MPC                           |
| 249741     | 2000 SE202 | 24 set 2000 | Socorro       | LINEAR          | —         | MPC                           |
| 249742     | 2000 SM207 | 24 set 2000 | Socorro       | LINEAR          | —         | MPC                           |
| 249743     | 2000 SR214 | 26 set 2000 | Socorro       | LINEAR          | —         | MPC                           |
| 249744     | 2000 SR233 | 21 set 2000 | Socorro       | LINEAR          | —         | MPC                           |
| 249745     | 2000 SU233 | 21 set 2000 | Socorro       | LINEAR          | —         | MPC                           |
| 249746     | 2000 SN236 | 24 set 2000 | Socorro       | LINEAR          | —         | MPC                           |
| 249747     | 2000 SE238 | 25 set 2000 | Socorro       | LINEAR          | —         | MPC                           |
| 249748     | 2000 SK239 | 27 set 2000 | Socorro       | LINEAR          | —         | MPC                           |
| 249749     | 2000 SV250 | 24 set 2000 | Socorro       | LINEAR          | —         | MPC                           |
| 249750     | 2000 SK282 | 23 set 2000 | Socorro       | LINEAR          | —         | MPC                           |
| 249751     | 2000 SM306 | 30 set 2000 | Socorro       | LINEAR          | —         | MPC                           |
| 249752     | 2000 SR306 | 30 set 2000 | Socorro       | LINEAR          | —         | MPC                           |
| 249753     | 2000 SO307 | 30 set 2000 | Socorro       | LINEAR          | —         | MPC                           |
| 249754     | 2000 SB326 | 29 set 2000 | Kitt Peak     | Spacewatch      | —         | MPC                           |
| 249755     | 2000 SJ350 | 29 set 2000 | Anderson Mesa | LONEOS          | —         | MPC                           |
| 249756     | 2000 SD362 | 23 set 2000 | Anderson Mesa | LONEOS          | —         | MPC                           |
| 249757     | 2000 TG7   | 1 out 2000  | Socorro       | LINEAR          | —         | MPC                           |
| 249758     | 2000 TG13  | 1 out 2000  | Socorro       | LINEAR          | —         | MPC                           |
| 249759     | 2000 TM27  | 3 out 2000  | Socorro       | LINEAR          | —         | MPC                           |
| 249760     | 2000 TD49  | 1 out 2000  | Socorro       | LINEAR          | —         | MPC                           |
| 249761     | 2000 UG35  | 24 out 2000 | Socorro       | LINEAR          | Brangane  | MPC                           |
| 249762     | 2000 UM37  | 24 out 2000 | Socorro       | LINEAR          | —         | MPC                           |
| 249763     | 2000 UW61  | 25 out 2000 | Socorro       | LINEAR          | —         | MPC                           |
| 249764     | 2000 UN62  | 25 out 2000 | Socorro       | LINEAR          | —         | MPC                           |
| 249765     | 2000 UU68  | 25 out 2000 | Socorro       | LINEAR          | —         | MPC                           |
| 249766     | 2000 UF97  | 25 out 2000 | Socorro       | LINEAR          | Brangane  | MPC                           |
| 249767     | 2000 VK9   | 1 nov 2000  | Socorro       | LINEAR          | —         | MPC                           |
| 249768     | 2000 VO29  | 1 nov 2000  | Socorro       | LINEAR          | —         | MPC                           |
| 249769     | 2000 VT51  | 3 nov 2000  | Socorro       | LINEAR          | —         | MPC                           |
| 249770     | 2000 VL53  | 3 nov 2000  | Socorro       | LINEAR          | —         | MPC                           |
| 249771     | 2000 VS53  | 3 nov 2000  | Socorro       | LINEAR          | —         | MPC                           |
| 249772     | 2000 VF62  | 15 nov 2000 | Socorro       | LINEAR          | —         | MPC                           |
| 249773     | 2000 WV8   | 20 nov 2000 | Socorro       | LINEAR          | —         | MPC                           |
| 249774     | 2000 WD18  | 21 nov 2000 | Socorro       | LINEAR          | —         | MPC                           |
| 249775     | 2000 WO40  | 20 nov 2000 | Socorro       | LINEAR          | —         | MPC                           |
| 249776     | 2000 WD44  | 21 nov 2000 | Socorro       | LINEAR          | —         | MPC                           |
| 249777     | 2000 WE50  | 26 nov 2000 | Socorro       | LINEAR          | —         | MPC                           |
| 249778     | 2000 WS64  | 27 nov 2000 | Kitt Peak     | Spacewatch      | —         | MPC                           |
| 249779     | 2000 WG67  | 26 nov 2000 | Socorro       | LINEAR          | —         | MPC                           |
| 249780     | 2000 WD86  | 20 nov 2000 | Socorro       | LINEAR          | —         | MPC                           |
| 249781     | 2000 WV121 | 29 nov 2000 | Socorro       | LINEAR          | —         | MPC                           |
| 249782     | 2000 WU126 | 16 nov 2000 | Kitt Peak     | Spacewatch      | —         | MPC                           |
| 249783     | 2000 WH137 | 20 nov 2000 | Socorro       | LINEAR          | —         | MPC                           |
| 249784     | 2000 WD146 | 23 nov 2000 | Haleakala     | NEAT            | —         | MPC                           |
| 249785     | 2000 WU150 | 19 nov 2000 | Socorro       | LINEAR          | Juno      | MPC                           |
| 249786     | 2000 WD169 | 25 nov 2000 | Anderson Mesa | LONEOS          | —         | MPC                           |
| 249787     | 2000 XE34  | 4 dez 2000  | Socorro       | LINEAR          | —         | MPC                           |
| 249788     | 2000 XA53  | 6 dez 2000  | Socorro       | LINEAR          | —         | MPC                           |
| 249789     | 2000 XC53  | 6 dez 2000  | Socorro       | LINEAR          | —         | MPC                           |
| 249790     | 2000 YN1   | 17 dez 2000 | Socorro       | LINEAR          | —         | MPC                           |
| 249791     | 2000 YK2   | 19 dez 2000 | Kitt Peak     | Spacewatch      | —         | MPC                           |
| 249792     | 2000 YN10  | 22 dez 2000 | Socorro       | LINEAR          | —         | MPC                           |
| 249793     | 2000 YB14  | 23 dez 2000 | Kitt Peak     | Spacewatch      | —         | MPC                           |
| 249794     | 2000 YO21  | 28 dez 2000 | Haleakala     | NEAT            | —         | MPC                           |
| 249795     | 2000 YS44  | 30 dez 2000 | Socorro       | LINEAR          | —         | MPC                           |
| 249796     | 2000 YE56  | 30 dez 2000 | Socorro       | LINEAR          | —         | MPC                           |
| 249797     | 2000 YX59  | 30 dez 2000 | Socorro       | LINEAR          | —         | MPC                           |
| 249798     | 2000 YZ63  | 30 dez 2000 | Socorro       | LINEAR          | —         | MPC                           |
| 249799     | 2000 YX81  | 30 dez 2000 | Socorro       | LINEAR          | —         | MPC                           |
| 249800     | 2000 YA91  | 30 dez 2000 | Socorro       | LINEAR          | —         | MPC                           |

## 249801–249900
| Designação | Designação | Descoberta  | Descoberta       | Descobridor(es) | Categoria | Mais informações / Referência |
| Permanente | Provisória | Data        | Local            | Descobridor(es) | Categoria | Mais informações / Referência |
| ---------- | ---------- | ----------- | ---------------- | --------------- | --------- | ----------------------------- |
| 249801     | 2000 YS93  | 30 dez 2000 | Socorro          | LINEAR          | —         | MPC                           |
| 249802     | 2000 YZ138 | 27 dez 2000 | Anderson Mesa    | LONEOS          | —         | MPC                           |
| 249803     | 2001 AV7   | 2 jan 2001  | Socorro          | LINEAR          | —         | MPC                           |
| 249804     | 2001 AG30  | 4 jan 2001  | Socorro          | LINEAR          | —         | MPC                           |
| 249805     | 2001 AW45  | 6 jan 2001  | Socorro          | LINEAR          | Juno      | MPC                           |
| 249806     | 2001 BB24  | 20 jan 2001 | Socorro          | LINEAR          | —         | MPC                           |
| 249807     | 2001 BP58  | 21 jan 2001 | Socorro          | LINEAR          | —         | MPC                           |
| 249808     | 2001 BL79  | 21 jan 2001 | Socorro          | LINEAR          | —         | MPC                           |
| 249809     | 2001 CL31  | 12 fev 2001 | Prescott         | P. G. Comba     | —         | MPC                           |
| 249810     | 2001 DR34  | 19 fev 2001 | Socorro          | LINEAR          | —         | MPC                           |
| 249811     | 2001 DX38  | 19 fev 2001 | Socorro          | LINEAR          | Ursula    | MPC                           |
| 249812     | 2001 DW75  | 20 fev 2001 | Socorro          | LINEAR          | —         | MPC                           |
| 249813     | 2001 DB100 | 17 fev 2001 | Haleakala        | NEAT            | —         | MPC                           |
| 249814     | 2001 DG103 | 16 fev 2001 | Socorro          | LINEAR          | —         | MPC                           |
| 249815     | 2001 FW4   | 18 mar 2001 | Socorro          | LINEAR          | —         | MPC                           |
| 249816     | 2001 FD90  | 26 mar 2001 | Socorro          | LINEAR          | —         | MPC                           |
| 249817     | 2001 FL105 | 18 mar 2001 | Socorro          | LINEAR          | Mitidika  | MPC                           |
| 249818     | 2001 FT114 | 19 mar 2001 | Socorro          | LINEAR          | —         | MPC                           |
| 249819     | 2001 FA117 | 19 mar 2001 | Haleakala        | NEAT            | —         | MPC                           |
| 249820     | 2001 FO148 | 24 mar 2001 | Anderson Mesa    | LONEOS          | —         | MPC                           |
| 249821     | 2001 FS150 | 24 mar 2001 | Anderson Mesa    | LONEOS          | —         | MPC                           |
| 249822     | 2001 FY177 | 19 mar 2001 | Socorro          | LINEAR          | —         | MPC                           |
| 249823     | 2001 FK219 | 21 mar 2001 | Kitt Peak        | SKADS           | —         | MPC                           |
| 249824     | 2001 GU6   | 15 abr 2001 | Socorro          | LINEAR          | —         | MPC                           |
| 249825     | 2001 HT43  | 16 abr 2001 | Anderson Mesa    | LONEOS          | —         | MPC                           |
| 249826     | 2001 HB51  | 23 abr 2001 | Socorro          | LINEAR          | —         | MPC                           |
| 249827     | 2001 KR54  | 18 mai 2001 | Socorro          | LINEAR          | —         | MPC                           |
| 249828     | 2001 KX61  | 18 mai 2001 | Socorro          | LINEAR          | —         | MPC                           |
| 249829     | 2001 LH18  | 13 jun 2001 | Anderson Mesa    | LONEOS          | —         | MPC                           |
| 249830     | 2001 OD12  | 20 jul 2001 | Palomar          | NEAT            | —         | MPC                           |
| 249831     | 2001 OW24  | 16 jul 2001 | Anderson Mesa    | LONEOS          | —         | MPC                           |
| 249832     | 2001 OU37  | 20 jul 2001 | Palomar          | NEAT            | —         | MPC                           |
| 249833     | 2001 OP41  | 21 jul 2001 | Palomar          | NEAT            | —         | MPC                           |
| 249834     | 2001 ON57  | 16 jul 2001 | Haleakala        | NEAT            | —         | MPC                           |
| 249835     | 2001 OD66  | 22 jul 2001 | Anderson Mesa    | LONEOS          | —         | MPC                           |
| 249836     | 2001 OJ88  | 21 jul 2001 | Haleakala        | NEAT            | —         | MPC                           |
| 249837     | 2001 OE97  | 25 jul 2001 | Haleakala        | NEAT            | —         | MPC                           |
| 249838     | 2001 OR104 | 28 jul 2001 | Anderson Mesa    | LONEOS          | —         | MPC                           |
| 249839     | 2001 PB10  | 8 ago 2001  | Haleakala        | NEAT            | —         | MPC                           |
| 249840     | 2001 PT16  | 9 ago 2001  | Palomar          | NEAT            | —         | MPC                           |
| 249841     | 2001 PA33  | 10 ago 2001 | Palomar          | NEAT            | —         | MPC                           |
| 249842     | 2001 PF33  | 10 ago 2001 | Palomar          | NEAT            | —         | MPC                           |
| 249843     | 2001 PD34  | 10 ago 2001 | Palomar          | NEAT            | —         | MPC                           |
| 249844     | 2001 PA35  | 10 ago 2001 | Palomar          | NEAT            | —         | MPC                           |
| 249845     | 2001 PT43  | 14 ago 2001 | Haleakala        | NEAT            | —         | MPC                           |
| 249846     | 2001 PU46  | 13 ago 2001 | Haleakala        | NEAT            | —         | MPC                           |
| 249847     | 2001 PE59  | 14 ago 2001 | Haleakala        | NEAT            | —         | MPC                           |
| 249848     | 2001 PJ67  | 1 ago 2001  | Palomar          | NEAT            | —         | MPC                           |
| 249849     | 2001 QA11  | 16 ago 2001 | Socorro          | LINEAR          | —         | MPC                           |
| 249850     | 2001 QC17  | 16 ago 2001 | Socorro          | LINEAR          | —         | MPC                           |
| 249851     | 2001 QY41  | 16 ago 2001 | Socorro          | LINEAR          | —         | MPC                           |
| 249852     | 2001 QV46  | 16 ago 2001 | Socorro          | LINEAR          | —         | MPC                           |
| 249853     | 2001 QC49  | 16 ago 2001 | Socorro          | LINEAR          | —         | MPC                           |
| 249854     | 2001 QG53  | 16 ago 2001 | Socorro          | LINEAR          | Phocaea   | MPC                           |
| 249855     | 2001 QV55  | 16 ago 2001 | Socorro          | LINEAR          | —         | MPC                           |
| 249856     | 2001 QV56  | 16 ago 2001 | Socorro          | LINEAR          | —         | MPC                           |
| 249857     | 2001 QL104 | 20 ago 2001 | Socorro          | LINEAR          | —         | MPC                           |
| 249858     | 2001 QZ118 | 17 ago 2001 | Socorro          | LINEAR          | —         | MPC                           |
| 249859     | 2001 QK119 | 17 ago 2001 | Socorro          | LINEAR          | —         | MPC                           |
| 249860     | 2001 QL124 | 19 ago 2001 | Socorro          | LINEAR          | —         | MPC                           |
| 249861     | 2001 QC131 | 20 ago 2001 | Socorro          | LINEAR          | —         | MPC                           |
| 249862     | 2001 QB133 | 21 ago 2001 | Socorro          | LINEAR          | —         | MPC                           |
| 249863     | 2001 QP133 | 21 ago 2001 | Socorro          | LINEAR          | —         | MPC                           |
| 249864     | 2001 QC160 | 23 ago 2001 | Anderson Mesa    | LONEOS          | —         | MPC                           |
| 249865     | 2001 QN162 | 23 ago 2001 | Anderson Mesa    | LONEOS          | —         | MPC                           |
| 249866     | 2001 QM165 | 24 ago 2001 | Haleakala        | NEAT            | —         | MPC                           |
| 249867     | 2001 QP170 | 24 ago 2001 | Socorro          | LINEAR          | —         | MPC                           |
| 249868     | 2001 QO171 | 25 ago 2001 | Socorro          | LINEAR          | —         | MPC                           |
| 249869     | 2001 QF172 | 25 ago 2001 | Socorro          | LINEAR          | —         | MPC                           |
| 249870     | 2001 QV182 | 17 ago 2001 | Palomar          | NEAT            | —         | MPC                           |
| 249871     | 2001 QZ190 | 22 ago 2001 | Goodricke-Pigott | R. A. Tucker    | —         | MPC                           |
| 249872     | 2001 QF201 | 22 ago 2001 | Kitt Peak        | Spacewatch      | —         | MPC                           |
| 249873     | 2001 QJ202 | 23 ago 2001 | Anderson Mesa    | LONEOS          | —         | MPC                           |
| 249874     | 2001 QH207 | 23 ago 2001 | Socorro          | LINEAR          | —         | MPC                           |
| 249875     | 2001 QH210 | 23 ago 2001 | Kitt Peak        | Spacewatch      | —         | MPC                           |
| 249876     | 2001 QS213 | 23 ago 2001 | Anderson Mesa    | LONEOS          | —         | MPC                           |
| 249877     | 2001 QG227 | 24 ago 2001 | Anderson Mesa    | LONEOS          | —         | MPC                           |
| 249878     | 2001 QY246 | 24 ago 2001 | Socorro          | LINEAR          | —         | MPC                           |
| 249879     | 2001 QK253 | 25 ago 2001 | Socorro          | LINEAR          | —         | MPC                           |
| 249880     | 2001 QT266 | 20 ago 2001 | Socorro          | LINEAR          | —         | MPC                           |
| 249881     | 2001 QF271 | 19 ago 2001 | Socorro          | LINEAR          | —         | MPC                           |
| 249882     | 2001 QP271 | 19 ago 2001 | Socorro          | LINEAR          | —         | MPC                           |
| 249883     | 2001 QB279 | 19 ago 2001 | Socorro          | LINEAR          | —         | MPC                           |
| 249884     | 2001 QV286 | 17 ago 2001 | Palomar          | NEAT            | —         | MPC                           |
| 249885     | 2001 RW9   | 10 set 2001 | Socorro          | LINEAR          | Flora     | MPC                           |
| 249886     | 2001 RY11  | 9 set 2001  | Socorro          | LINEAR          | —         | MPC                           |
| 249887     | 2001 RR29  | 7 set 2001  | Socorro          | LINEAR          | —         | MPC                           |
| 249888     | 2001 RD34  | 8 set 2001  | Socorro          | LINEAR          | —         | MPC                           |
| 249889     | 2001 RS43  | 10 set 2001 | Desert Eagle     | W. K. Y. Yeung  | —         | MPC                           |
| 249890     | 2001 RN51  | 12 set 2001 | Socorro          | LINEAR          | —         | MPC                           |
| 249891     | 2001 RS61  | 12 set 2001 | Socorro          | LINEAR          | —         | MPC                           |
| 249892     | 2001 RU66  | 10 set 2001 | Socorro          | LINEAR          | —         | MPC                           |
| 249893     | 2001 RS72  | 10 set 2001 | Socorro          | LINEAR          | —         | MPC                           |
| 249894     | 2001 RF95  | 11 set 2001 | Anderson Mesa    | LONEOS          | —         | MPC                           |
| 249895     | 2001 RU102 | 12 set 2001 | Socorro          | LINEAR          | —         | MPC                           |
| 249896     | 2001 SK4   | 17 set 2001 | Goodricke-Pigott | R. A. Tucker    | —         | MPC                           |
| 249897     | 2001 SD11  | 16 set 2001 | Socorro          | LINEAR          | Phocaea   | MPC                           |
| 249898     | 2001 SG11  | 16 set 2001 | Socorro          | LINEAR          | —         | MPC                           |
| 249899     | 2001 SL12  | 16 set 2001 | Socorro          | LINEAR          | —         | MPC                           |
| 249900     | 2001 SZ60  | 17 set 2001 | Socorro          | LINEAR          | —         | MPC                           |

## 249901–250000
| Designação | Designação | Descoberta  | Descoberta    | Descobridor(es)        | Categoria | Mais informações / Referência |
| Permanente | Provisória | Data        | Local         | Descobridor(es)        | Categoria | Mais informações / Referência |
| ---------- | ---------- | ----------- | ------------- | ---------------------- | --------- | ----------------------------- |
| 249901     | 2001 SZ82  | 20 set 2001 | Socorro       | LINEAR                 | —         | MPC                           |
| 249902     | 2001 SX86  | 20 set 2001 | Socorro       | LINEAR                 | —         | MPC                           |
| 249903     | 2001 SK89  | 20 set 2001 | Socorro       | LINEAR                 | —         | MPC                           |
| 249904     | 2001 SG90  | 20 set 2001 | Socorro       | LINEAR                 | —         | MPC                           |
| 249905     | 2001 SK91  | 20 set 2001 | Socorro       | LINEAR                 | —         | MPC                           |
| 249906     | 2001 SE94  | 20 set 2001 | Socorro       | LINEAR                 | —         | MPC                           |
| 249907     | 2001 SQ104 | 20 set 2001 | Socorro       | LINEAR                 | —         | MPC                           |
| 249908     | 2001 SR143 | 16 set 2001 | Socorro       | LINEAR                 | —         | MPC                           |
| 249909     | 2001 SC152 | 17 set 2001 | Socorro       | LINEAR                 | —         | MPC                           |
| 249910     | 2001 SO162 | 17 set 2001 | Socorro       | LINEAR                 | —         | MPC                           |
| 249911     | 2001 SN166 | 19 set 2001 | Socorro       | LINEAR                 | —         | MPC                           |
| 249912     | 2001 SW170 | 16 set 2001 | Socorro       | LINEAR                 | —         | MPC                           |
| 249913     | 2001 SS179 | 19 set 2001 | Socorro       | LINEAR                 | —         | MPC                           |
| 249914     | 2001 SX181 | 19 set 2001 | Socorro       | LINEAR                 | —         | MPC                           |
| 249915     | 2001 SQ192 | 19 set 2001 | Socorro       | LINEAR                 | —         | MPC                           |
| 249916     | 2001 SV204 | 19 set 2001 | Socorro       | LINEAR                 | —         | MPC                           |
| 249917     | 2001 SN234 | 19 set 2001 | Socorro       | LINEAR                 | —         | MPC                           |
| 249918     | 2001 SS259 | 20 set 2001 | Socorro       | LINEAR                 | —         | MPC                           |
| 249919     | 2001 SL261 | 20 set 2001 | Socorro       | LINEAR                 | —         | MPC                           |
| 249920     | 2001 SK288 | 28 set 2001 | Palomar       | NEAT                   | —         | MPC                           |
| 249921     | 2001 SV292 | 16 set 2001 | Socorro       | LINEAR                 | —         | MPC                           |
| 249922     | 2001 SG295 | 20 set 2001 | Socorro       | LINEAR                 | —         | MPC                           |
| 249923     | 2001 SZ319 | 21 set 2001 | Socorro       | LINEAR                 | —         | MPC                           |
| 249924     | 2001 SR322 | 25 set 2001 | Socorro       | LINEAR                 | —         | MPC                           |
| 249925     | 2001 SJ333 | 19 set 2001 | Kitt Peak     | Spacewatch             | —         | MPC                           |
| 249926     | 2001 SQ346 | 25 set 2001 | Palomar       | NEAT                   | —         | MPC                           |
| 249927     | 2001 SS353 | 25 set 2001 | Socorro       | LINEAR                 | —         | MPC                           |
| 249928     | 2001 TV3   | 7 out 2001  | Palomar       | NEAT                   | —         | MPC                           |
| 249929     | 2001 TD14  | 12 out 2001 | Ondřejov      | P. Kušnirák, P. Pravec | —         | MPC                           |
| 249930     | 2001 TO15  | 11 out 2001 | Socorro       | LINEAR                 | —         | MPC                           |
| 249931     | 2001 TH44  | 14 out 2001 | Socorro       | LINEAR                 | —         | MPC                           |
| 249932     | 2001 TJ52  | 13 out 2001 | Socorro       | LINEAR                 | —         | MPC                           |
| 249933     | 2001 TB54  | 13 out 2001 | Socorro       | LINEAR                 | —         | MPC                           |
| 249934     | 2001 TA93  | 14 out 2001 | Socorro       | LINEAR                 | —         | MPC                           |
| 249935     | 2001 TE115 | 14 out 2001 | Socorro       | LINEAR                 | —         | MPC                           |
| 249936     | 2001 TR124 | 12 out 2001 | Haleakala     | NEAT                   | —         | MPC                           |
| 249937     | 2001 TP127 | 12 out 2001 | Anderson Mesa | LONEOS                 | —         | MPC                           |
| 249938     | 2001 TN128 | 13 out 2001 | Palomar       | NEAT                   | —         | MPC                           |
| 249939     | 2001 TX141 | 10 out 2001 | Palomar       | NEAT                   | —         | MPC                           |
| 249940     | 2001 TL166 | 15 out 2001 | Socorro       | LINEAR                 | —         | MPC                           |
| 249941     | 2001 TZ167 | 15 out 2001 | Socorro       | LINEAR                 | —         | MPC                           |
| 249942     | 2001 TB168 | 15 out 2001 | Socorro       | LINEAR                 | —         | MPC                           |
| 249943     | 2001 TD177 | 14 out 2001 | Socorro       | LINEAR                 | —         | MPC                           |
| 249944     | 2001 TV178 | 14 out 2001 | Socorro       | LINEAR                 | —         | MPC                           |
| 249945     | 2001 TS179 | 14 out 2001 | Socorro       | LINEAR                 | —         | MPC                           |
| 249946     | 2001 TP187 | 14 out 2001 | Socorro       | LINEAR                 | —         | MPC                           |
| 249947     | 2001 TU196 | 15 out 2001 | Palomar       | NEAT                   | —         | MPC                           |
| 249948     | 2001 TT198 | 11 out 2001 | Socorro       | LINEAR                 | —         | MPC                           |
| 249949     | 2001 TZ199 | 11 out 2001 | Socorro       | LINEAR                 | —         | MPC                           |
| 249950     | 2001 TQ212 | 13 out 2001 | Anderson Mesa | LONEOS                 | —         | MPC                           |
| 249951     | 2001 TT215 | 13 out 2001 | Palomar       | NEAT                   | —         | MPC                           |
| 249952     | 2001 TD222 | 14 out 2001 | Socorro       | LINEAR                 | —         | MPC                           |
| 249953     | 2001 TG228 | 15 out 2001 | Kitt Peak     | Spacewatch             | —         | MPC                           |
| 249954     | 2001 TQ234 | 15 out 2001 | Palomar       | NEAT                   | —         | MPC                           |
| 249955     | 2001 TJ238 | 15 out 2001 | Palomar       | NEAT                   | —         | MPC                           |
| 249956     | 2001 UM8   | 17 out 2001 | Socorro       | LINEAR                 | —         | MPC                           |
| 249957     | 2001 UG11  | 18 out 2001 | Palomar       | NEAT                   | —         | MPC                           |
| 249958     | 2001 UE26  | 18 out 2001 | Socorro       | LINEAR                 | —         | MPC                           |
| 249959     | 2001 UA27  | 16 out 2001 | Palomar       | NEAT                   | —         | MPC                           |
| 249960     | 2001 UQ38  | 17 out 2001 | Socorro       | LINEAR                 | Themis    | MPC                           |
| 249961     | 2001 UV49  | 17 out 2001 | Socorro       | LINEAR                 | —         | MPC                           |
| 249962     | 2001 UM54  | 18 out 2001 | Socorro       | LINEAR                 | —         | MPC                           |
| 249963     | 2001 UK71  | 17 out 2001 | Kitt Peak     | Spacewatch             | —         | MPC                           |
| 249964     | 2001 UN71  | 19 out 2001 | Kitt Peak     | Spacewatch             | —         | MPC                           |
| 249965     | 2001 UD77  | 17 out 2001 | Socorro       | LINEAR                 | —         | MPC                           |
| 249966     | 2001 UJ98  | 17 out 2001 | Socorro       | LINEAR                 | —         | MPC                           |
| 249967     | 2001 UO121 | 22 out 2001 | Socorro       | LINEAR                 | —         | MPC                           |
| 249968     | 2001 UV125 | 23 out 2001 | Palomar       | NEAT                   | —         | MPC                           |
| 249969     | 2001 UC170 | 21 out 2001 | Socorro       | LINEAR                 | —         | MPC                           |
| 249970     | 2001 UP183 | 16 out 2001 | Palomar       | NEAT                   | —         | MPC                           |
| 249971     | 2001 UM193 | 18 out 2001 | Socorro       | LINEAR                 | —         | MPC                           |
| 249972     | 2001 UV197 | 19 out 2001 | Palomar       | NEAT                   | —         | MPC                           |
| 249973     | 2001 UL218 | 26 out 2001 | Kitt Peak     | Spacewatch             | Eos       | MPC                           |
| 249974     | 2001 UZ229 | 17 out 2001 | Palomar       | NEAT                   | —         | MPC                           |
| 249975     | 2001 VU4   | 11 nov 2001 | Socorro       | LINEAR                 | Eos       | MPC                           |
| 249976     | 2001 VK41  | 9 nov 2001  | Socorro       | LINEAR                 | —         | MPC                           |
| 249977     | 2001 VE48  | 9 nov 2001  | Socorro       | LINEAR                 | —         | MPC                           |
| 249978     | 2001 VB50  | 10 nov 2001 | Socorro       | LINEAR                 | —         | MPC                           |
| 249979     | 2001 VM51  | 10 nov 2001 | Socorro       | LINEAR                 | —         | MPC                           |
| 249980     | 2001 VE78  | 15 nov 2001 | Kitt Peak     | Spacewatch             | —         | MPC                           |
| 249981     | 2001 VR101 | 12 nov 2001 | Socorro       | LINEAR                 | —         | MPC                           |
| 249982     | 2001 VC102 | 12 nov 2001 | Socorro       | LINEAR                 | —         | MPC                           |
| 249983     | 2001 VF125 | 12 nov 2001 | Socorro       | LINEAR                 | Brangane  | MPC                           |
| 249984     | 2001 WM18  | 17 nov 2001 | Socorro       | LINEAR                 | —         | MPC                           |
| 249985     | 2001 WR23  | 17 nov 2001 | Kitt Peak     | Spacewatch             | —         | MPC                           |
| 249986     | 2001 WV28  | 17 nov 2001 | Socorro       | LINEAR                 | —         | MPC                           |
| 249987     | 2001 WK51  | 19 nov 2001 | Socorro       | LINEAR                 | —         | MPC                           |
| 249988     | 2001 WJ58  | 19 nov 2001 | Socorro       | LINEAR                 | —         | MPC                           |
| 249989     | 2001 XS8   | 9 dez 2001  | Socorro       | LINEAR                 | —         | MPC                           |
| 249990     | 2001 XV48  | 10 dez 2001 | Socorro       | LINEAR                 | —         | MPC                           |
| 249991     | 2001 XX65  | 10 dez 2001 | Socorro       | LINEAR                 | —         | MPC                           |
| 249992     | 2001 XM90  | 10 dez 2001 | Socorro       | LINEAR                 | Maria     | MPC                           |
| 249993     | 2001 XT92  | 10 dez 2001 | Socorro       | LINEAR                 | —         | MPC                           |
| 249994     | 2001 XB111 | 11 dez 2001 | Socorro       | LINEAR                 | —         | MPC                           |
| 249995     | 2001 XO128 | 14 dez 2001 | Socorro       | LINEAR                 | —         | MPC                           |
| 249996     | 2001 XC191 | 14 dez 2001 | Socorro       | LINEAR                 | —         | MPC                           |
| 249997     | 2001 XE202 | 11 dez 2001 | Socorro       | LINEAR                 | Eos       | MPC                           |
| 249998     | 2001 XO204 | 11 dez 2001 | Socorro       | LINEAR                 | —         | MPC                           |
| 249999     | 2001 XC218 | 15 dez 2001 | Socorro       | LINEAR                 | —         | MPC                           |
| 250000     | 2001 XB242 | 14 dez 2001 | Socorro       | LINEAR                 | —         | MPC                           |